# Partito Comunista Italiano
Il Partito Comunista Italiano (PCI) è stato un partito politico italiano di sinistra, nonché il maggiore partito comunista dell'Europa occidentale. Venne fondato il 21 gennaio 1921 a Livorno con il nome di Partito Comunista d'Italia (PCd'I) come sezione italiana dell'Internazionale Comunista, in seguito alla rivoluzione d'ottobre, al biennio rosso e alla separazione dell'ala di sinistra del Partito Socialista Italiano guidata tra gli altri da Nicola Bombacci, Amadeo Bordiga, Onorato Damen, Bruno Fortichiari, Antonio Gramsci e Umberto Terracini al XVII Congresso del Partito Socialista Italiano. Ha avuto storica sede in Via delle Botteghe Oscure al civico 4.
Durante il regime fascista, che dal 1926 lo costrinse alla clandestinità e l'esilio, negli anni venti e trenta ebbe una storia complessa e travagliata all'interno dell'Internazionale Comunista, allo scioglimento della quale nel 1943 divenne noto come Partito Comunista Italiano. Durante la seconda guerra mondiale assunse un ruolo di primo piano a livello nazionale, promuovendo e organizzando con l'apporto determinante dei suoi militanti la Resistenza contro la potenza occupante tedesca e il fascismo repubblicano. Il segretario Palmiro Togliatti attuò una politica di collaborazione con le forze democratiche cattoliche, liberali e socialiste, propose una «via italiana al socialismo» ed ebbe un'importante influenza nella creazione delle istituzioni della Repubblica Italiana.
Passato all'opposizione nel 1947 dopo la decisione di Alcide De Gasperi di estromettere le sinistre dal governo per collocare l'Italia nel blocco internazionale filo-statunitense, rimase fedele alle direttive politiche generali dell'Unione Sovietica fino agli anni settanta e ottanta, pur sviluppando nel tempo una politica sempre più autonoma e di piena accettazione della democrazia già a partire dalla fine della segreteria Togliatti e soprattutto sotto la guida di Enrico Berlinguer, che promosse il compromesso storico con la Democrazia Cristiana e la collaborazione tra i partiti comunisti occidentali con il cosiddetto eurocomunismo.
Il PCI toccò alle elezioni politiche del 1976 il suo massimo storico di consenso, mentre alle elezioni europee del 1984 divenne sull'onda emotiva della morte improvvisa del segretario Berlinguer il primo partito italiano (questo evento venne definito «effetto Berlinguer»). Con la caduta del muro di Berlino e il crollo dei Paesi comunisti tra il 1989 e il 1991, il partito si sciolse su iniziativa del segretario Achille Occhetto, dando vita a una nuova formazione politica di stampo socialdemocratico con il Partito Democratico della Sinistra mentre una parte minoritaria guidata da Armando Cossutta contraria alla svolta fondò il Partito della Rifondazione Comunista.

## Preambolo

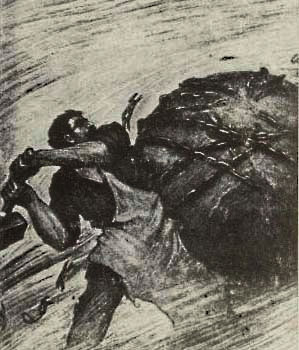
Particolare della prima tessera del Partito Comunista d'Italia

Il Partito Comunista d'Italia (PCd'I) inizialmente si poneva come obiettivo l'abbattimento dello Stato borghese e l'instaurazione di una dittatura del proletariato attraverso i consigli degli operai e dei contadini sull'esempio dei bolscevichi russi di Vladimir Lenin. I rapporti con Mosca, la controversa e variegata dialettica rispetto alle politiche dell'Unione Sovietica di cui il PCI aveva fatto un mito, così come i discussi tentativi di distaccarsene, costituirono un elemento centrale della storia del partito, che però avrebbe trovato la sua fonte di maggiore forza e legittimazione nel radicamento costruito nella società italiana e in particolare tra i lavoratori già negli anni dell'attività clandestina sotto il regime fascista, ma soprattutto nel secondo dopoguerra, allorché il PCI si trasformò nel «partito nuovo» voluto da Palmiro Togliatti, un «partito di massa» con una forte presenza territoriale, volto a cercare di proporre soluzioni ai problemi delle masse lavoratrici e del Paese nel suo insieme.
Il partito fu guidato nei suoi primi anni di vita da una maggioritaria corrente di sinistra raccolta attorno ad Amadeo Bordiga, ma il III Congresso svoltosi clandestinamente a Lione nel gennaio del 1926 segnò un deciso cambiamento di politica. Venne suggellato con l'approvazione delle Tesi di Gramsci della bolscevizzazione e con il parere favorevole sulla messa in minoranza della sinistra di Bordiga, la quale fu accusata di settarismo e venne prima emarginata e poi, con l'arresto di Bordiga da parte dei fascisti, si riunì in Francia editando la rivista Prometeo e nel dopoguerra nel Partito Comunista Internazionalista. Tale risultato venne poi variamente criticato per supposte ingerenze estere nelle vicende nazionali, specchio della situazione sovietica. Tra gli elementi principali di scontro vi erano i rapporti con l'Unione Sovietica, che le componenti di ispirazione sinistra comunista nelle vesti della Sinistra Comunista Italiana di Bordiga criticavano duramente; e la componente in seguito dominante che si riferiva a Gramsci, decisa a tenere ben saldo il legame con l'Internazionale Comunista.
Nel 1930 Bordiga fu definitivamente espulso dal partito con l'accusa di trockismo. Stessa sorte era già parallelamente toccata a elementi alla destra del gruppo dirigente, quest'ultimo diviso dal 1926 tra chi come il segretario Gramsci era stato condannato a misure di carcerazione fascista; e chi come Palmiro Togliatti era riuscito a espatriare continuando l'azione di direzione del partito dall'estero o operando nella clandestinità.

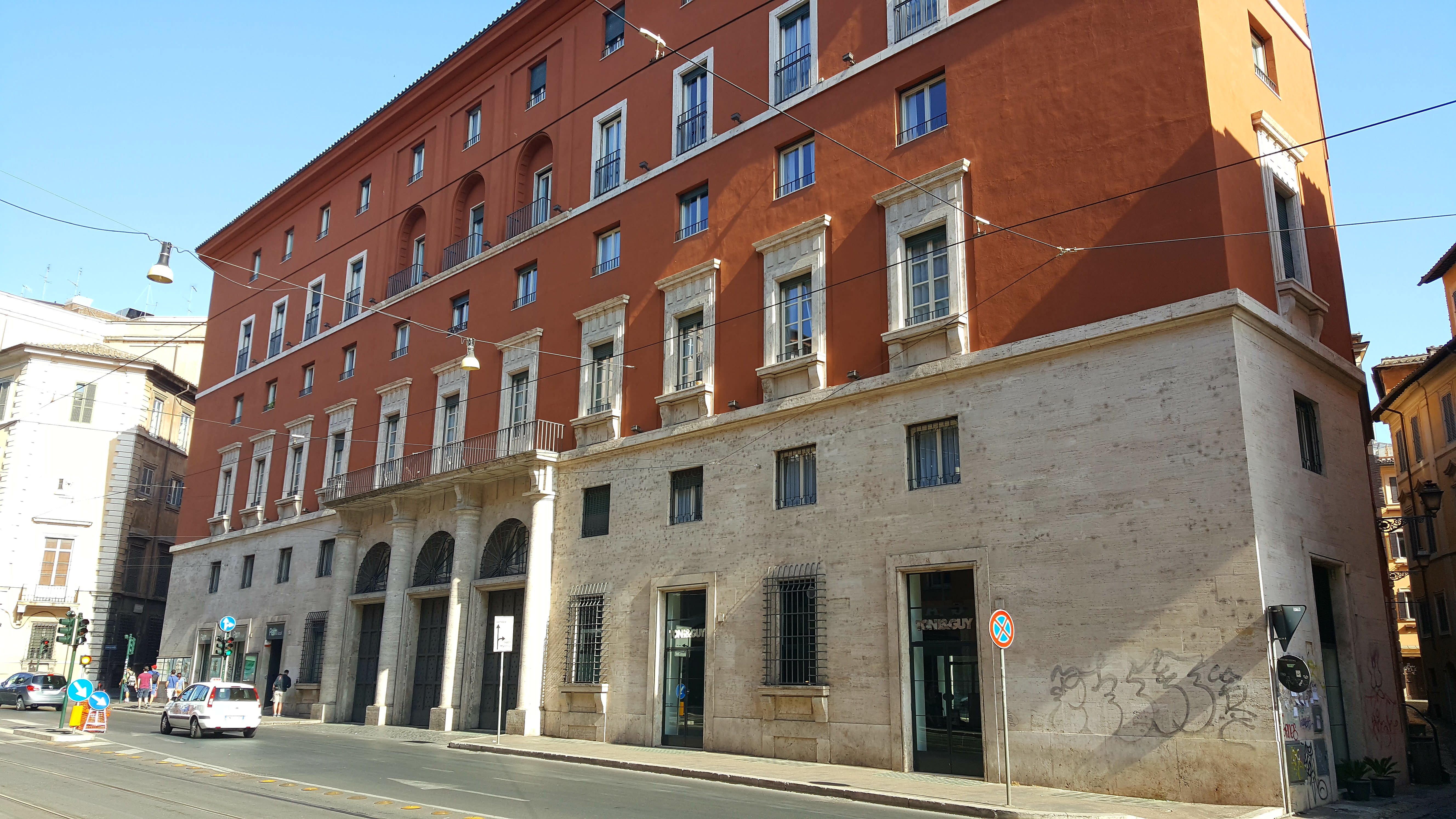
Edificio romano di via delle Botteghe Oscure al numero 4, sede del Partito Comunista Italiano (foto del 2016, anno in cui è sede del Consorzio Bancomat)

Una volta caduto il regime fascista nel 1943 ricominciò a operare legalmente partecipando immediatamente alla costituzione di formazioni partigiane e dal 1944 al 1947 agli esecutivi antifascisti successivi al governo Badoglio I, dove il nuovo capo politico Palmiro Togliatti fu anche per un breve periodo vicepresidente del Consiglio dei ministri. Nell'antifascismo il PCI è la forza più popolare e infatti la maggior parte degli aderenti alla Resistenza italiana era membro del partito comunista. Le Brigate Garibaldi, promosse dai comunisti, rappresentarono infatti circa il 60% delle forze partigiane. Nel corso del conflitto diverse componenti identificarono la lotta antifascista con la lotta di classe, mirando ad attuare una rivoluzione sul modello di quella sovietica. In realtà la maggioranza dei partigiani comunisti, sulla base delle indicazioni provenienti dai loro vertici e in particolare da Luigi Longo (allora a capo del partito nell'Italia occupata e al tempo stesso delle Brigate Garibaldi), intesero correttamente la lotta partigiana come una lotta volta in primo luogo alla liberazione del Paese dal nazifascismo, da condursi quindi nel modo più unitario possibile, accantonando le differenze di impostazioni e di obiettivi rispetto alle altre forze che partecipavano alla Resistenza: una linea che culminò nella costituzione del Comando generale unificato del Corpo volontari della libertà (CVL), contribuendo in modo decisivo all'esito vittorioso della lotta di liberazione.
Nel 1947 nel nuovo clima internazionale di guerra fredda il PCI è allontanato dal governo e sarebbe rimasto all'opposizione per tutto il resto dei suoi giorni, non entrando mai in nessun governo repubblicano. Durante il XX Congresso del Partito Comunista dell'Unione Sovietica Nikita Sergeevič Chruščëv diede avvio con la denuncia dei crimini del regime staliniano alla cosiddetta destalinizzazione, la quale ebbe non poche ripercussioni anche sulla sinistra italiana. La linea del PCI diede seguito alla svolta che si tradusse nella volontà di tracciare una propria «via italiana al socialismo» che consisteva nell'accentuare il vecchio obiettivo del raggiungimento di una «democrazia progressiva» applicando integralmente la Costituzione italiana.
L'amicizia e la lealtà che legavano il PCI all'Unione Sovietica, nonostante a partire dal 1968 una graduale progressiva critica all'operato del PCUS, fecero sì che l'atteggiamento nei rapporti internazionali non si tradusse mai in una rottura dei rapporti col partito sovietico. Questo portò a crisi e frammentazioni con militanti, intellettuali (molto noto il caso di Italo Calvino), dirigenti (come Antonio Giolitti, che nel 2006 ricevette le scuse e l'attestazione della ragione da parte di Giorgio Napolitano, capo dello Stato e a quell'epoca nella dirigenza allineata a Mosca) e componenti di sinistra e libertarie che fuoriuscivano o mettevano in discussione (Manifesto dei 101) la linea politica prima e dopo la rivoluzione ungherese del 1956 e poi con la Primavera di Praga gli interventi militari sovietici sulle nazioni dissidenti non sufficientemente o per nulla stigmatizzate dall'allora gruppo dirigente. Molti comunisti, riunti intorno alla rivista il manifesto, tra cui Rossana Rossanda, furono espulsi dal partito come già accaduto in altre circostanze. In quegli anni molte sigle di ispirazione comunista si sarebbero formate alla sinistra del PCI, contestando l'adesione al realismo sovietico.
Il PCI è stato per molti anni dall'osservazione dei dati elettorali il partito comunista più grande dell'Europa occidentale. Mentre infatti negli altri Paesi democratici l'alternativa ai partiti o alle coalizioni democristiane o conservatrici era da sempre rappresentata da forze socialiste (con i partiti comunisti relegati a terza o quarta forza), in Italia rappresentò il secondo partito politico in assoluto dopo la Democrazia Cristiana (DC), con un Partito Socialista Italiano (PSI) via via sempre più piccolo e relegato dal 1953 in poi al rango di terza forza del Paese. Nel 1976 il PCI raggiunse l'apice del suo consenso elettorale col 34,4% dei voti dopo che l'anno prima aveva conquistato le principali città italiane mentre alle elezioni europee del 1984 avvenne il breve sorpasso sulla DC (33,33% dei consensi contro il 32,97%). Con milioni di iscritti nella sua storia, raggiungendo i 2.252.446 nel 1947, il PCI fu il più grande partito per numero di membri in tutta la storia della politica dell'Europa occidentale.
Il partito si sciolse il 3 febbraio 1991 durante il XX Congresso Nazionale, quando la maggioranza dei delegati approvarono la svolta della Bolognina del segretario Achille Occhetto (succeduto tre anni prima ad Alessandro Natta) e che contestualmente si costituì il Partito Democratico della Sinistra (PDS), aderente all'Internazionale Socialista. Un'area consistente della minoranza di sinistra preferì rilanciare ideali e programmi comunisti e fondò il Movimento per la Rifondazione Comunista, che poi costituì con la confluenza di Democrazia Proletaria e di altri gruppi il Partito della Rifondazione Comunista (PRC). L'organizzazione giovanile del PCI fu la Federazione Giovanile Comunista Italiana (FGCI).

## Storia

### Costituzione del Partito Comunista d'Italia e antifascismo

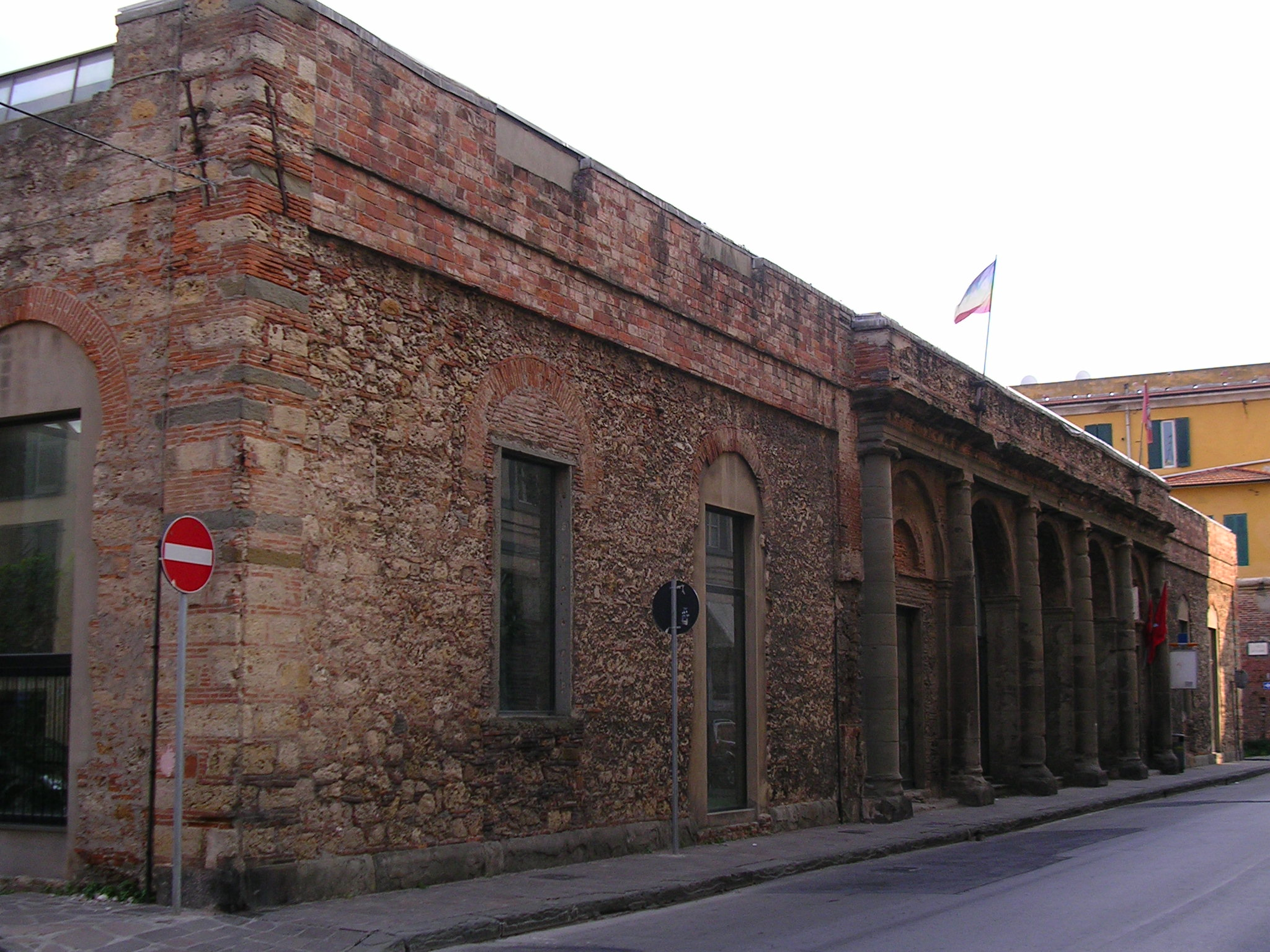
Facciata del teatro San Marco di Livorno, dove venne fondato il Partito Comunista d'Italia nel 1921

La scissione dei comunisti dal PSI avvenne sui famosi «21 punti» di Mosca che delimitavano in modo netto la differenza delle posizioni politiche dei rivoluzionari da quelle dei riformisti e che costituivano le condizioni per l'ingresso nell'Internazionale Comunista, che aveva come obiettivo principe l'estensione della rivoluzione proletaria su scala mondiale.

Simbolo elettorale del Partito Comunista d'Italia

Il Congresso del PSI aveva appena rifiutato con solo un quarto di voti contrari, come previsto nelle 21 condizioni per l'adesione all'Internazionale Comunista, di espellere i membri della corrente riformista del partito. La minoranza, che rappresentava 58.783 iscritti su 216.337 e che abbandonò il teatro Goldoni riunendosi al teatro San Marco, era costituita dal gruppo astensionista che faceva capo ad Amadeo Bordiga, che guidò per primo il nuovo partito, dal gruppo de L'Ordine Nuovo di Antonio Gramsci, Palmiro Togliatti, Umberto Terracini e Angelo Tasca, da parte della corrente massimalista di Anselmo Marabini, Antonio Graziadei e Nicola Bombacci e dalla stragrande maggioranza della Federazione Giovanile Socialista Italiana (FGSI). Il programma politico approvato dal nuovo partito si presentava particolarmente duro: «Il proletariato non può infrangere né modificare il sistema dei rapporti capitalistici di produzione da cui deriva il suo sfruttamento, senza l'abbattimento violento del potere borghese. [...] Dopo l’abbattimento del potere borghese, il proletariato non può organizzarsi in classe dominante che con la distruzione dell'apparato sociale borghese e con la instaurazione della propria dittatura [...] con la organizzazione armata del proletariato per respingere gli attacchi interni ed esterni».
Il nuovo partito era un partito rigorosamente rivoluzionario e la sua linea politica era fondata sull'esclusione di qualsiasi tipo di accordo con i socialisti. Anche a causa della scissione dell'ala riformista del PSI, avvenuta nel 1922, questo provocò i primi attriti con l'Internazionale Comunista che pose con forza il tema della riunificazione con il PSI di Giacinto Menotti Serrati. Nel 1924 Gramsci con l'appoggio dell'Internazionale Comunista divenne segretario nazionale e il passaggio della segreteria da Bordiga a Gramsci fu sancito definitivamente nel 1926 con l'approvazione durante il III Congresso a Lione delle tesi politiche di Gramsci con oltre il 90% dei voti.

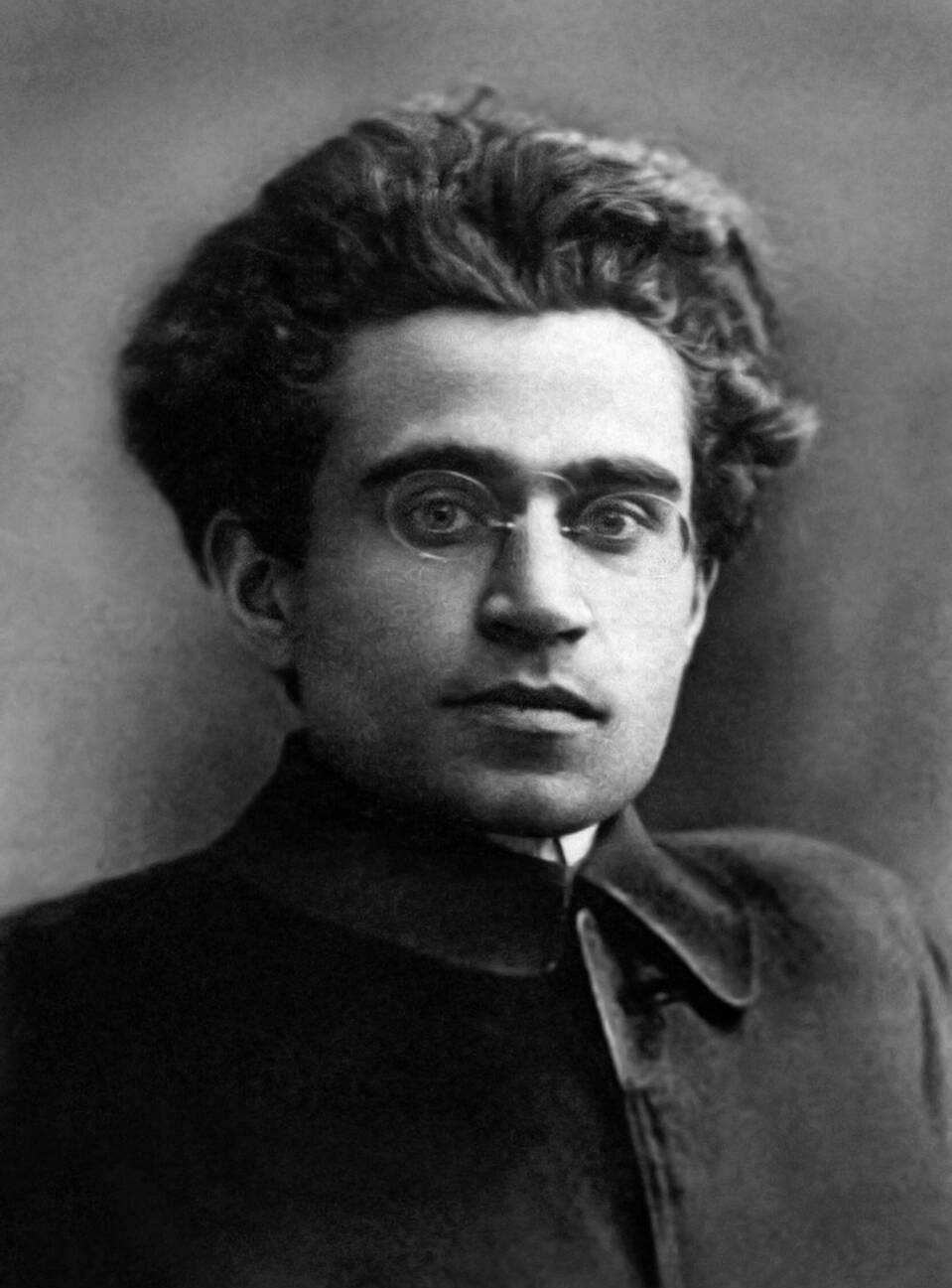
Antonio Gramsci

Il PCd'I venne soppresso dal regime fascista il 5 novembre 1926, ma continuò la sua esistenza clandestina, i cui militanti in parte rimasero in Italia, dove fu l'unico partito antifascista a essere presente seppure a livello embrionale, in parte emigrarono all'estero, soprattutto in Francia e in Unione Sovietica. Con l'arresto di Gramsci la guida di fatto passò a Togliatti, che rafforzò ulteriormente i rapporti con l'Unione Sovietica. Questi rapporti si deteriorarono bruscamente nel 1929 a causa della presa di posizione di Tasca, che aveva sostituito Togliatti a Mosca, in favore del capo politico della destra sovietica Nikolaj Ivanovič Bucharin, che si contrapponeva in quel periodo a Iosif Stalin. Dopo che tutta la linea del PCd'I da Lione in poi fu messa in discussione Togliatti espulse Tasca e allineò di nuovo il partito sulle posizioni di Stalin, che erano ritornate a essere piuttosto settarie. Infatti il PCd'I fu costretto ad associare al PSI e al giovane movimento di Giustizia e Libertà (GL) la teoria del socialfascismo che poneva le sue basi sull'equiparazione tra fascismo e socialdemocrazia, intesi entrambi come metodi utilizzati dalla borghesia per conservare il potere.
Nel 1926 molti comunisti italiani fuggirono dal Paese e circa seicento trovarono rifugio in Unione Sovietica. La loro situazione fu difficile da subito e molti cercarono di rientrare in Italia. Su segnalazione dei dirigenti italiani alle autorità sovietiche circa duecento militanti vennero indicati come indisciplinati o bordighisti-trotskisti, vennero inviati nei Gulag o direttamente fucilati, una tragedia di grandi proporzioni sulla quale per molto tempo si è saputo molto poco.
Con la crescita del pericolo nazista l'Internazionale Comunista cambiò strategia e tra il 1934 e il 1935 lanciò la linea di riunire in un fronte popolare tutte le forze che si opponevano all'avanzata dei fascismi. Il PCd'I, che aveva faticato molto per accettare la svolta del 1929, ebbe una sofferenza ancora maggiore per uscire dal settarismo a cui quella svolta sembrava averlo destinato in quanto nell'Italia fascista i militanti si erano trovati da soli a fronteggiare la dittatura. Tuttavia un po' per volta il lavoro di Togliatti e di Ruggero Grieco, che divenne la seconda personalità del partito dal 1934 al 1938 quando il segretario Togliatti si trovava nell'Unione Sovietica, diede i suoi frutti e nell'agosto del 1934 fu sottoscritto il patto d'unità d'azione tra socialisti e comunisti che nonostante i distinguo segnò la riapertura del dialogo tra i due partiti operai.
La linea politica del PCd'I andò di nuovo in crisi con il patto Molotov-Ribbentrop del 1939 in quanto fu impossibile conciliare l'unità antifascista con l'approvazione del patto fra sovietici e nazisti e fu costretto ad appiattirsi sulle posizioni dell'Internazionale che in quel periodo teorizzava per i comunisti l'equidistanza tra i diversi imperialismi. La situazione si aggravò ulteriormente quando con l'invasione tedesca il PCd'I si ritrovò in clandestinità anche a Parigi. Togliatti fu arrestato, ma non essendo stato riconosciuto se la cavò con pochi mesi di carcere e dopo aver riorganizzato un embrione di centro estero del partito andò a Mosca dove l'Internazionale, avendo sciolto definitivamente l'ufficio politico e il comitato centrale, gli affidò la direzione solitaria del PCd'I. La situazione all'interno del PCd'I si tranquillizzò grazie alla dichiarazione di guerra di Benito Mussolini a Francia e Inghilterra del 1940 che fece sì che si ricreassero le condizioni per una nuova unità antifascista, suggellata nel 1941 a Tolosa da un accordo con PSI e GL. In Italia dal 1941 e anche grazie all'importante lavoro di Umberto Massola cominciò a riorganizzare la rete clandestina e a fare sentire la propria voce anche attraverso la diffusione del bollettino intitolato Quaderno del lavoratore per mezzo del quale venivano diffuse le posizioni ufficiali del PCd'I, dettate direttamente da Togliatti attraverso Radio Mosca. Nello stesso tempo ripresero forza numerosi piccoli gruppi che spesso con linea politica autonoma continuavano dall'interno del Paese la loro lotta al fascismo.

### Resistenza, guerra partigiana e liberazione
Il 15 maggio 1943 in seguito allo scioglimento dell'Internazionale Comunista assunse la denominazione di PCI. Quando il 25 luglio del 1943 Mussolini fu costretto a dimettersi, l'iniziativa del partito aumentò sensibilmente sia per i maggiori margini di manovra sia per la conseguente uscita dal carcere e il ritorno dall'esilio di numerosi dirigenti comunisti. Il 30 agosto 1943 dieci membri del partito costituirono a Roma una direzione centrale in Italia senza direttive ufficiali da parte di Togliatti. I dieci erano Mauro Scoccimarro, in questa fase il dirigente più autorevole e prestigioso della direzione, Umberto Massola, entrato clandestinamente in Italia fin dal 1941, Antonio Roasio, Agostino Novella, Celeste Negarville, Giorgio Amendola, Luigi Longo, Giovanni Roveda, Pietro Secchia e Girolamo Li Causi. Il peso del PCI in Italia era divenuto molto importante e furono soprattutto le decisioni politiche prese dai dirigenti del partito a Roma che ebbero decisiva influenza sulla crescita della Resistenza.
Pietro Secchia, ex operaio biellese, imprigionato e deportato dal regime fascista dal 1931, liberato da Ventotene il 19 agosto 1943, venne incaricato durante una riunione tenuta a Roma il 10 settembre 1943 di recarsi a Milano per organizzare la guerra partigiana. Secchia raggiunse Milano in treno il 14 settembre dopo essere passato per Firenze e Bologna e aver diffuso le direttive del partito tra i militanti provenienti dall'antifascismo attivo. Tra il 20 e il 22 settembre anche Luigi Longo, già dirigente delle Brigate internazionali in Spagna, partì per il nord per affiancare Secchia nella organizzazione e direzione del movimento di resistenza. Fin dal novembre 1943 i comunisti poterono quindi costituire a Milano la prima struttura organizzativa unificata: il comando generale delle Brigate Garibaldi con Luigi Longo come responsabile militare e Pietro Secchia come commissario politico. I componenti iniziali del comando oltre a Longo e Secchia furono Antonio Roasio, Francesco Scotti, Umberto Massola, Antonio Cicalini e Antonio Carini.
I militanti comunisti costituirono il nerbo dei gruppi clandestini della Resistenza italiana, organizzati nelle Brigate Garibaldi (se ne contarono fino a 575 gruppi) sulle montagne e nei GAP e nelle SAP nelle città. Oltre alla lotta armata il PCI continuò il suo lavoro politico continuando nell'organizzazione degli operai e promuovendo scioperi e agitazioni soprattutto nei primi mesi del 1944. La dichiarazione di guerra del governo Badoglio ai danni della Germania pose il PCI dinnanzi a un bivio: continuare nella linea richiesta dalla base di contrapposizione frontale a Badoglio e alla monarchia o l'assunzione di responsabilità di governo.
Nel marzo del 1944 Togliatti dopo aver avuto un incontro con Stalin tornò in Italia e praticò quella che rimase famosa come la svolta di Salerno con la quale anteponendo la lotta antifascista alla deposizione della monarchia il PCI sancì il proprio ingresso nel Governo. L'ingresso del PCI nei governi formati da Pietro Badoglio e dal socialista riformista Ivanoe Bonomi andava letto nell'intenzione di Togliatti come il tentativo di accreditarsi come forza responsabile e fondatrice della democrazia italiana. La decisione politica di Togliatti di abbandonare almeno per il momento la volontà di rimanere estranei a un arco costituzionale democratico, specialmente se monarchico, ebbe delle conseguenze pesanti anche all'interno del PCI e più in generale in senso alla sinistra italiana. Nel dopoguerra infatti nel dibattito storico inerente ai rapporti (o addirittura all'eventuale fusione, di cui si ebbe molto a parlare) tra i due massimi partiti di sinistra, vale a dire il PCI e il PSI, non pochi furono gli esponenti sociali che si opposero fermamente a ogni alleanza, fusione e comunanza con i comunisti del partito togliattiano, reo di aver tradito sia pur con il benestare di Stalin la linea internazionalista che con gradazioni alterne a seconda del periodo storico impediva ogni sorta di alleanza con le forze democratiche e liberali degli stati borghesi, non di rado definite insieme ai socialdemocratici come forze «socialfasciste».
La scelta di Togliatti da un punto di vista meno ideologico e più pratico è invece considerata come di alto profilo politico. Il segretario, così come i dirigenti sovietici, sapeva infatti che per quanto risultasse sulla carta come la realtà politica clandestina meglio organizzata nel Paese, se non si fosse schierato con le forze liberatrici, allineate in un supporto anglo-americano, il PCI non avrebbe potuto avere un ruolo determinante nella costruzione del nuovo Paese. Per quanto i sovietici stessero all'epoca avanzando nella pianura polacca e fossero in procinto di entrare in Germania, dando una svolta decisiva al fronte orientale, non si poteva ragionevolmente credere che essi sarebbero giunti in Italia prima che le forze alleate l'avessero già liberata. Non allinearsi e non scendere a patti con queste ultime, aspettando l'arrivo dei sovietici, avrebbe comportato l'alienarsi del PCI nella lotta per la liberazione d'Italia e non solo. Infatti nel momento in cui la monarchia, le forze democratiche e persino gli anglo-americani in un'ottica pre-guerra fredda avessero iniziato a percepire una certa ostilità da parte dei comunisti italiani, questi si sarebbero certamente ritrovati isolati e senza messi per salvaguardarsi, perdendo la partita.
In seno alla svolta di Salerno era necessario dare un volto nuovo al partito e per ottenere questo era necessario che il PCI fosse ricostruito su basi diverse e diventasse un partito nuovo, ovvero un moderno partito di massa con profonde radici nei luoghi di lavoro e aderente alla società. Il partito cominciò pertanto una crescita costante data sia dal punto di vista dell'organizzazione, che si sviluppò ormai capillarmente in tutte le città italiane, sia in termini di numero di iscritti, passati da 500 000 nel 1944 a 1 700 000 nel 1945, che lo portarono a diventare il più importante e grande partito comunista europeo a ovest della cortina di ferro.
Nel corso della guerra ebbero luogo alcune delle pagine più controverse della storia del PCI come l'eccidio di Porzûs ai danni di formazioni resistenziali bianche, commesso da un gruppo di partigiani, in massima parte gappisti (i GAP erano formati dal comando generale delle Brigate Garibaldi). Le formazioni partigiane comuniste furono inoltre coinvolte nelle vendette post-belliche contro fascisti (o presunti tali) in varie zone del nord Italia, quali il cosiddetto triangolo della morte.

### Rapporti tra PCI e PC Sloveno tra il 1939 e il 1948
Nel 1939 i rapporti tra i vari partiti comunisti erano regolati all'interno della III Internazionale, il cui fulcro era a Mosca, e i partiti comunisti erano più o meno tutti nell'illegalità all'interno dei loro rispettivi paesi. Questi partiti erano la trasformazione dei precedenti Fronti Popolari che in precedenza secondo le istruzioni di Mosca non dovevano partecipare alla guerra definita "conflitto interimperialista"; nondimeno e in contrasto col Comintern dopo l'invasione della Jugoslavia da parte dell'Asse il PC Jugoslavo subì una modifica radicale degli obiettivi per uniformarsi alla decisione di Tito di scatenare la guerra civile. All'interno del PCJ agiva il PC Sloveno (KPS) sotto la guida di Edvard Kardelj, che estendeva gli obiettivi a tutti i territori della cosiddetta "Slovenia Unita", estesa su tutti i territori nei quali fosse presente una popolazione slovena tra cui Trieste e la Venezia Giulia. Con questi presupposti il PCI dovette confrontarsi con la scelta tra l'avallare gli obiettivi territoriali del PCS (Trieste in primis) e il vedersi insidiate le sue stesse strutture al di là dell'Isonzo dalle infiltrazioni slovene e con gli accordi di Bari tra Togliatti, Đilas e Kardelj prese l'impegno di non appoggiare attivamente l'annessione di Trieste alla Jugoslavia ma anche di non ostacolarla, pur di poter attuare nel resto del territorio italiano la politica di ampie alleanze al fine di entrare stabilmente al governo; tra l'altro dopo la Svolta di Salerno dal giugno 1944 effettivamente il PCI partecipava al governo di larghe intese con Togliatti stesso vicepresidente del Consiglio. Le conseguenze di questo furono nella zona di confine la rottura dei rapporti del PCI con gli altri partiti del Comitato di Liberazione Nazionale e l'avallo delle posizioni filoannessionistiche del KPS, oltre alla subordinazione delle stesse unità partigiane italiane alla direzione slovena, e in questo ambito va collocata la strage di Porzus, dovuta alla presenza di una formazione partigiana italiana in una zona "slovena". Questo non bastò comunque a salvare in seno al Cominform il PCI dagli attacchi del KPJ del 1947 in merito a una non sufficiente incisiva strategia di presa del potere in Italia, e tanto meno a raccogliere i frutti all'interno del "governo di larghe intese" dal quale il PCI venne estromesso da De Gasperi nel maggio sempre del 1947. Addirittura Kardelj ritenne che "il PCI si preoccupava troppo dell'unità nazionale" (italiana) quando il nord era più avanzato culturalmente e pronto a sostenere un eventuale movimento rivoluzionario rispetto al sud; Luigi Longo, in qualità di delegato italiano fece notare come un movimento insurrezionale fosse alquanto problematico in presenza di forti contingenti di truppe angloamericane presenti sul territorio italiano; a togliere dall'imbarazzo il PCI provvide l'espulsione dal Cominform del KPJ nel 1948 con varie accuse, e col documento di espulsione redatto dallo stesso Togliatti. Questo pose fine a un decennio di subalternità del PCI al PCS, e non solo nelle zone di frontiera, iniziato con la dislocazione nel 1940 a Lubiana del centro estero dello stesso PCI, che costrinse tutte le comunicazioni del partito verso Mosca a passare al vaglio degli sloveni.

### Italia repubblicana e rapporti con l'Unione Sovietica

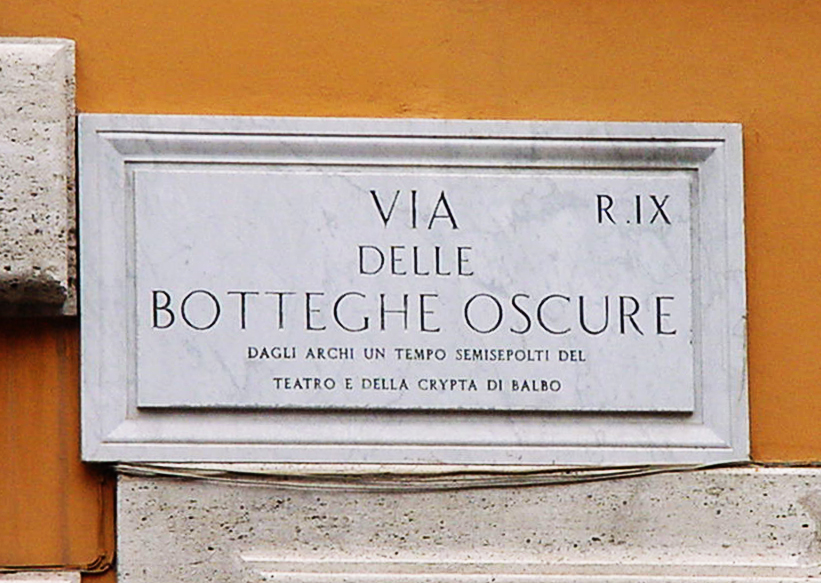
Targa in marmo segnalante la via delle Botteghe Oscure, da cui il nome popolare attribuito al palazzo storico che ha ospitato la sede centrale dal secondo dopoguerra allo scioglimento

A seguito della Liberazione Palmiro Togliatti diede vita a una politica che tenne insieme l'esigenza di consolidamento della democrazia italiana e il sentimento rivoluzionario e il mito dell'Unione Sovietica della base del partito, concretizzato nell'adesione fino al suo scioglimento al Cominform, l'organizzazione dei partiti comunisti filosovietici.
Dopo la proclamazione della Repubblica nel 1946 il partito operò quale forza parlamentare. Eliminate le opposizioni interne, il PCI si propose come partito monolitico all'esterno senza la presenza visibile di eventuali correnti che invece era tipica della Democrazia Cristiana, il maggior partito italiano di quei tempi.
Nel maggio 1947, a seguito della crisi di quel mese, Alcide De Gasperi formò un governo senza il PCI e il PSI, ma nonostante ciò il contributo costruttivo dei comunisti nell'Assemblea Costituente non mutò. Cosicché la Costituzione italiana entrò in vigore il 1º gennaio 1948 dopo essere stata approvata da tutti i maggiori partiti, compresi i comunisti.

#### Apparato paramilitare
Secondo alcune fonti e atti ufficiali il partito avrebbe mantenuto un'organizzazione paramilitare segreta denominata giornalisticamente da alcune testate, Gladio Rossa (locuzione in contrapposizione alla coeva e acclarata Organizzazione Gladio nata in chiave anticomunista). Lo storico Gianni Donno sostiene che «fino alle elezioni del 18 aprile 1948 un'insurrezione comunista in Italia era possibilità reale, e sarebbe stata sorretta da un apparato militare, incardinato nella struttura organizzativa del PCI». Quest'organizzazione avrebbe seguito la storia del partito estrinsecandosi in due fasi distinte: dal 1948 al 1954 in cui vennero poste le basi dell'organizzazione raccogliendo materiali bellici e creando una rete di contatti e logistica in preparazione di una possibile insurrezione armata alla seconda fase dal 1955 al suo scioglimento nel 1974, nella quale l'organizzazione avrebbe dovuto costituire un sostegno attivo a un'eventuale invasione dell'Italia da parte del Patto di Varsavia. Insieme a quest'organizzazione il partito ne mantenne un'altra, destinata alla protezione e alla fuga dei dirigenti nel caso che il partito stesso fosse stato dichiarato illegale in Italia. In un rapporto del SIFAR l'apparato paramilitare del PCI viene descritto come diviso in due gruppi: uno operativo in tempo di pace con il compito di «sostenere le agitazioni e mantenere l'economia nazionale sotto pressione, affinché la gente appoggi un cambiamento politico attraverso le riforme sociali di cui il PCI si fa promotore» e l'altro pronto a intervenire in caso di guerra con opere di sabotaggio.

Il Servizio Ordine Informazioni era la struttura informativa che si affiancava alla struttura paramilitare e svolgeva attività spionistica nei settori militare, industriale e politico. Questa struttura operava in stretto collegamento col KGB e con il GRU (il servizio informazioni militare sovietico) e aveva tra i suoi compiti anche la disinformazione, quindi la costruzione di informazioni false o dossier atti a creare scandali nei momenti opportuni. Riguardo alla Gladio Rossa anche il giornalista Giovanni Fasanella dichiara: 
In merito il senatore Giovanni Pellegrino nelle vesti di presidente della commissione parlamentare sulle stragi dichiarò proprio a Fasanella che «[nel dopoguerra] [...] mentre gli ex partigiani bianchi tendevano progressivamente a istituzionalizzarsi finendo per confluire nelle strutture di Stay-behind, gli ex partigiani rossi tendevano a riorganizzarsi in una struttura interna del PCI, la cosiddetta Gladio rossa, in cui continuava ad agire una sorta di inerzia rivoluzionaria». Anche per Pellegrino la struttura si evolse col tempo in chiave di protezione nei confronti dei dirigenti in caso di golpe o che il PCI fosse dichiarato fuori legge. A credito dei dirigenti del PCI dell'epoca Pellegrino ascrive anche il merito «di essere riusciti in qualche modo a imbrigliare all'interno di organizzazioni forze altrimenti centrifughe».

#### Situazioni pre-insurrezionali e attentato a Palmiro Togliatti
Nel novembre del 1947 dopo la notizia che il prefetto di Milano Ettore Troilo, esponente della Resistenza, era stato destituito dal ministro degli interni Mario Scelba, Gian Carlo Pajetta, capo del partito in Lombardia, prese l'iniziativa di mobilitare le formazioni armate di ex partigiani che bloccarono corso Monforte dove aveva sede la prefettura e si vissero momenti di grande tensione. Pajetta entrò in prefettura, il sindaco socialista Antonio Greppi e altri sindaci si dimisero per protesta contro la rimozione di Troilo e venne organizzato un comitato di agitazione. Ben presto il governo riprese in mano la situazione e senza azioni violente e dopo trattative condotte da Marrazza i militanti comunisti evacuarono la prefettura e accettarono la nomina di un nuovo prefetto di Milano. Togliatti ebbe parole di sarcastica critica per l'avventatezza di Pajetta e colse l'occasione per bloccare l'estremismo di una parte del partito.

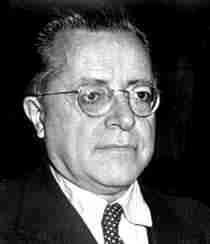
Palmiro Togliatti

Il 14 luglio 1948 Togliatti fu gravemente ferito alla nuca e alla schiena all'uscita dalla Camera dei deputati a Roma da Antonio Pallante, un estremista anticomunista. Le condizioni di Togliatti apparvero subito molto gravi e nonostante i suoi inviti a mantenere la calma si diffuse subito grande agitazione tra i militanti comunisti. Il capo del partito venne sottoposto a un difficile intervento chirurgico che si concluse con successo nel pomeriggio, ma nel frattempo in molte regioni d'Italia si era instaurata una situazione pre-insurrezionale.
Senza attendere le indicazioni del partito i militanti comunisti e la base operaia diedero inizio a un impressionante sciopero generale con occupazione della fabbriche e ricomparvero formazioni di ex partigiani armati nel Biellese, in Valsesia e a Casale Monferrato. I militanti comunisti assaltarono la FIAT e alcuni dirigenti, tra cui lo stesso Vittorio Valletta, vennero presi in ostaggio e comparvero le armi all'interno della fabbrica. Ufficialmente il partito non aveva ancora dato alcuna direttiva insurrezionale, ma corsero voci che Cino Moscatelli e Pietro Secchia fossero favorevoli a un'azione rivoluzionaria. A Torino e Milano, in parte presidiate dai militanti comunisti, si svolsero grandi manifestazioni di piazza in cui si parlò di armi pronte. Scontri armati nel capoluogo lombardo tra comunisti e polizia terminarono con numerosi feriti e l'occupazione di altre fabbriche. A Genova il movimento insurrezionale fu ancora più esteso: si verificarono scontri tra militanti e forze dell'ordine con feriti, alcuni carabinieri e poliziotti furono presi prigionieri. Nella notte si eressero le barricate e il prefetto decretò lo stato d'assedio.
Gli episodi più gravi accaddero sul monte Amiata, dove i minatori si asserragliarono sulla vetta; e ad Abbadia San Salvatore, dove militanti comunisti, presero la centrale telefonica, assaltarono la sede della DC e respinsero il primo attacco della polizia uccidendo due agenti. A Siena, Piombino, Taranto, Ferrara, Modena, Cagliari e La Spezia seguirono altri scontri mentre a Venezia vennero occupate le fabbriche, la RAI e i ponti sulla laguna. Invece a Livorno ci furono combattimenti durante i quali un poliziotto fu ucciso e altri quattro feriti e a Bologna gli ex partigiani bloccarono la via Emilia. Roma fu invasa dagli operai e dai militanti della periferia, che davanti a Montecitorio lanciarono sassi contro gli agenti di guardia durante un grande comizio a piazza Esedra con la presenza di Luigi Longo e Edoardo D'Onofrio. I manifestanti espressero propositi rivoluzionari nonostante la prudenza ufficiale dei dirigenti.
Tra i dirigenti del partito l'attentato a Togliatti provocò grande emozione. Dopo le prime notizie confuse arrivarono le informazioni sullo sciopero e sulle azioni pre-insurrezionali spontanee dei militanti. I capi comunisti nelle loro memorie hanno riferito di una scelta unitaria di controllare il movimento ed evitare di uscire «in modo irreparabile dalla legalità». All'epoca si diffuse la voce che Secchia e Longo avessero avuto contatti segreti con i sovietici durante i quali questi ultimi avrebbero escluso la possibilità di fornire aiuto in caso d'insurrezione. In realtà in un primo tempo i dirigenti comunisti preferirono attendere gli eventi senza sostenere esplicitamente l'insurrezione, ma polemizzando aspramente contro il governo e il ministro Scelba, tuttavia la stampa comunista non diramò alcuna parola d'ordine rivoluzionaria. Un'analisi realistica della situazione rendeva del resto impossibile un'alternativa rivoluzionaria: l'Unione Sovietica era contraria ad avventure insurrezionali e le forze dell'ordine col sostegno eventualmente dell'esercito disponevano di una schiacciante superiorità militare, prevedendo anche un intervento diretto statunitense. Inoltre i comunisti erano forti solo in alcune aree del Paese e soprattutto nelle fabbriche e nelle grandi città del nord, ma le campagne e il sud non avevano affatto partecipato al moto insurrezionale.
La mattina del 16 luglio i dirigenti comunisti presero la decisione di bloccare l'evoluzione rivoluzionaria e arrestare lo sciopero. Il ministro Scelba mostrò grande decisione e le forze dell'ordine intervennero a Livorno, Bologna, Napoli e Castellammare dove ci furono scontri a fuoco e morti tra i manifestanti. Le occupazioni delle fabbriche furono progressivamente interrotte e Vittorio Valletta fu liberato. Il 17 luglio il comitato centrale del partito approvò ufficialmente la cessazione dello sciopero. Nelle loro memorie i capi comunisti in maggioranza hanno escluso che l'insurrezione potesse avere successo e solo Gian Carlo Pajetta ha affermato che al nord l'insurrezione sarebbe stata possibile, Pietro Secchia ha scritto che solo a Torino, Genova e Venezia i militanti comunisti avevano il pieno controllo della situazione mentre Giorgio Amendola ritiene che l'insurrezione non avrebbe avuto alcuna possibilità di vittoria neppure al nord. Due giorni prima il Senato aveva respinto una mozione di sfiducia presentata da Umberto Terracini al governo De Gasperi con l'accusa di essere moralmente e politicamente responsabile dell'attentato a Togliatti. Gli anni successivi furono caratterizzati da una forte opposizione (che non mancò di veri e propri ostruzionismi) alle politiche del governo De Gasperi, in particolare sull'adesione dell'Italia al Patto Atlantico e sulla legge elettorale cosiddetta truffa. I parlamentari comunisti si impegnarono anche a presentare proposte di legge in favore dei lavoratori, come quella per la tutela delle lavoratrici madri che ebbe come prima firmataria la deputata Teresa Noce.

#### Politica di Togliatti
Il PCI si consolidò dopo la scissione socialista del 1947 come la seconda forza della democrazia italiana dopo la DC. Da allora e per circa 30 anni, pur rimanendo sempre all'opposizione il PCI, conseguì una crescita elettorale costante, questa si interruppe verso la fine degli anni settanta al termine della stagione detta della solidarietà nazionale.

Una direzione del PCI nel 1950. Da sinistra: Togliatti, Secchia, Scoccimarro, Longo, Novella

Negli anni successivi, pur continuando ad appoggiare l'Unione Sovietica anche nella drammatica crisi d'Ungheria durante la rivoluzione ungherese del 1956, il PCI di Togliatti diede inizio a una nuova politica di partito nazionale imboccando la «via italiana al socialismo» dopo che personaggi significativi, in maggioranza intellettuali, avevano abbandonato il partito protestando contro l'adesione del PCI alla repressione sovietica o avevano espresso dissenso nel cosiddetto Manifesto dei 101. Tale nuova politica non gli impedì di esprimersi in una importante conferenza internazionale dei partiti comunisti a favore della fucilazione di Imre Nagy, il capo comunista ungherese considerato democratico. Tra coloro che in quella situazione manifestarono una posizione di dissenso pur senza abbandonare il partito va ricordato il capo della CGIL Giuseppe Di Vittorio mentre vari intellettuali tra cui lo storico Renzo De Felice ne uscirono per protesta e in aperto dissenso. Soltanto una ventina tra i firmatari del Manifesto dei 101 avrebbero ritenuto posteriori la loro adesione mentre altri come Lucio Colletti ne usciranno comunque in seguito. Il manifesto, che doveva inizialmente essere solo una forma di dissenso interno secondo parte dei suoi partecipanti ed essere pubblicato su l'Unità, venne invece integralmente diffuso dall'ANSA quasi immediatamente e provocò fortissimi dissensi tra la base che si arroccò attorno al suo gruppo dirigente e una gran parte degli intellettuali che finirono per uscire dal partito. La principale conseguenza politica degli avvenimenti del 1956 fu il definitivo tramonto del patto d'unità d'azione tra il PCI e il PSI.
Il PSI di Pietro Nenni, che negli anni precedenti aveva pur accettato forme di subordinazione all'Unione Sovietica di Stalin, ripensò, prendendone completamente le distanze, la sua posizione riguardo a quello che i comunisti consideravano il più importante Stato socialista, ma che per i socialisti non aveva mai rappresentato una società socialista. Nel cambiamento della linea del PSI ebbe un grande peso la riemersione delle tendenze autonomiste interne, sempre presenti anche nel periodo frontista, che guardavano con sospetto ai comunisti e ai regimi dittatoriali formatisi nell'Europa orientale. Ciò consentì la nascita del centro-sinistra basato sull'alleanza tra PSI e DC. Nel 1960 il PCI partecipò attivamente all'organizzazione delle proteste contro il congresso di Genova del Movimento Sociale Italiano (MSI), giudicato come una provocazione per il fatto di svolgersi in una città medaglia d'oro della guerra di Liberazione. Le proteste si indirizzano contro il governo Tambroni, appoggiato esternamente dallo stesso MSI. Tale appoggio provocò anche una frattura interna alla DC e il governo di converso accusò il PCI dell'esistenza di un attivo coinvolgimento sovietico nell'organizzazione degli scioperi, ma tale ipotesi venne ritenuta non attendibile dalla stessa CIA in un documento dell'8 luglio 1960. Gli eventi legati alle proteste allontanarono ulteriormente Nenni che scrisse nel suo diario il 3 luglio 1960 che i fatti di Genova vennero usati dai comunisti «in termini di frontismo, di ginnastica rivoluzionaria, di vittoria di piazza, tutto il bagaglio estremista che pagammo caro nel 1919».

#### Elezione di Luigi Longo

Luigi Longo

Con la fine del centrismo e con l'inizio dei governi di centro-sinistra il PCI di Togliatti non mutò la sua posizione di opposizione al governo, ma il suo leader morì a Jalta il 21 agosto del 1964. I suoi funerali, che videro la partecipazione di oltre un milione di persone, costituirono il più imponente momento di partecipazione popolare che la giovane Repubblica italiana aveva conosciuto fino a quel momento. L'ultimo documento di Togliatti, che ne costituiva il testamento politico e che fu ricordato come il memoriale di Jalta, ribadiva l'originalità e la diversità di vie che avrebbero consentito la costruzione di società socialiste, unità nella diversità del movimento comunista internazionale. Il PCI lasciato da Togliatti era un partito che pur continuando a rimanere ancorato al centralismo democratico cominciava a sentire l'esigenza di rendere visibili quelle che al suo interno erano le diverse sensibilità e opzioni politiche. Il primo Congresso dopo la morte di Togliatti, l'XI svoltosi nel gennaio del 1966, fu il teatro del primo scontro svoltosi alla luce del sole dalla nascita del partito nuovo. Le due linee politiche che si fronteggiarono furono quella di destra di Giorgio Amendola e quella di sinistra di Pietro Ingrao. Sebbene la posizione della sinistra di Ingrao si rivelò in minoranza, in particolare sul tema della pubblicità del dissenso (che si riteneva avrebbe aperto le porte alla divisione del partito in correnti organizzate), molte delle sue istanze (messa all'ordine del giorno del tema del modello di sviluppo, necessità di una programmazione economica globale che si contrapponesse alla inefficace programmazione del governo e attenzione al dissenso cattolico e ai movimenti giovanili) furono accolte nelle tesi congressuali. Il lavoro di sintesi, rivolto al rinnovamento nella continuità, tra le diverse anime del partito suggellò la guida politica di Luigi Longo, eletto segretario generale dopo la morte di Togliatti e degno continuatore delle sue politiche.
Nel ruolo di successore di Togliatti i due candidati più forti erano proprio Amendola e Ingrao, ma Longo per le garanzie di unità e continuità che dava la sua figura, che aveva ricoperto con Togliatti la carica di vicesegretario e aveva sempre con lealtà ed efficacia coadiuvato il segretario, costituiva la soluzione migliore per la segreteria del partito. Longo continuò nella definizione di una politica nazionale del PCI e infatti a differenza del 1956 nel 1968 il partito si schierò contro l'invasione sovietica della Cecoslovacchia.
Il PCI e il Golpe Borghese
Nella notte fra il 7 e l’8 dicembre 1970 Junio Valerio Borghese tentò un colpo di Stato di carattere militare e fascista senza però alla fine portarlo a termine.
Recentemente si è appurato che i vertici del PCI sapevano dell’imminente golpe, anche se probabilmente non nei dettagli. In questo senso vi sono alcuni dati testimoniali, come le informazioni sul golpe che sarebbero giunte ad Arrigo Boldrini da parte del generale antifascista Renzo Apollonio proprio nella notte fra il 7 e l’8 dicembre. Inoltre, diversi militanti ricordano di essere stati mobilitati quella notte per difendere le sedi del partito (anche se va ricordato che tali ordini non erano infrequenti in quegli anni). A questo si aggiungano due articoli pubblicati su l'Unità proprio l’8 e il 9 dicembre 1970, in cui si denunciavano rigurgiti neofascisti e si lasciava intendere fra le righe che il PCI conoscesse il progetto eversivo e fosse pronto a combatterlo. Va notato in particolare che l’articolo uscito l’8 dicembre, dal titolo Nuovi piani dei provocatori, venne materialmente redatto negli stessi momenti nei quali gli uomini di Borghese occupavano il Ministero dell’Interno e si dispiegavano su tutta la Capitale.
Le ragioni che spinsero il PCI a non denunciare subito il tutto all’opinione pubblica sono di varia natura. Probabilmente il partito temeva che una denuncia pubblica potesse scatenare una reazione violenta da parte dei settori filofascisti dell’esercito, compattando così le forze cospiratrici e scatenando di fatto il golpe ormai fatto abortire. Inoltre, il Pci aveva capito che Andreotti era coinvolto nel golpe. Questi, nonostante fosse un esponente della destra Dc, continuava a lanciare segnali di apertura ai comunisti in quel periodo, un’apertura che era evidentemente ritenuta preziosa dal partito.

### Segreteria di Enrico Berlinguer
Nel 1972 divenne segretario Enrico Berlinguer, che sulla suggestione della crisi cilena propose un compromesso storico tra comunisti e cattolici democratici che avrebbe dovuto spostare a sinistra l'asse governativo, trovando qualche sponda nella corrente democristiana guidata da Aldo Moro. Fu il periodo in cui Augusto Del Noce preconizzò che il PCI si sarebbe trasformato in un «partito radicale di massa». In questi anni il comunismo «si è rovesciato nel suo contrario: voleva affossare la borghesia e ne è divenuto una delle componenti più salde ed essenziali».

#### Fine della spinta propulsiva della rivoluzione d'ottobre
I rapporti con l'Unione Sovietica si allentarono ulteriormente quando a opera dello stesso Berlinguer iniziò la linea eurocomunista basata su un'alleanza tra i principali partiti comunisti dell'Europa occidentale (il PCI, Partito Comunista Francese guidato da Georges Marchais e il Partito Comunista di Spagna guidato da Santiago Carrillo) che cercò una qualche indipendenza dai sovietici. Questi ultimi in realtà mal digerirono la corrente di pensiero berlingueriana, che seguendo la tradizione della via italiana al socialismo già consolidata anni prima da Togliatti affermava la costruzione di un comunismo non pienamente allineato con quello sovietico, gettando le basi anche in senno alla nascitura Comunità europea di un comunismo proprio dei Paesi occidentali e non aderenti al Patto di Varsavia. La linea sovietica infatti era volta all'affermazione di una sola linea di principio, ovvero il comunismo russo come unico e solo punto di riferimento. Il che nelle varie fasi storiche della guerra fredda si tradusse in un continuo e costante contrasto con tutti quei Paesi, europei e non, che non ne adottavano pienamente la linea (Cina, Albania, Jugoslavia e infine anche Italia). Nel momento in cui Berlinguer ebbe a promuovere una linea di pensiero dottrinale distante da quella di Mosca, le conseguenze non si fecero attendere: oltre a richiami e moniti ci fu una sostanziosa riduzione dei finanziamenti sovietici alle casse del PCI. L'eurocomunismo attivo però durò poco a causa del riallineamento del Partito Comunista Francese alla tradizionale dipendenza dalla linea di quello sovietico, il calo del peso elettorale dei comunisti spagnoli e l'acuirsi delle differenze interne nello stesso PCI. Nonostante le critiche rivolte al partito sovietico Berlinguer continuava a elogiarne il regime, sostenendo nel 1975 che lì esisteva «un clima morale superiore, mentre le società capitalistiche sono sempre più colpite da un decadimento di idealità e di valori etici e da processi sempre più ampi di corruzione e di disgregazione», contrapponendo il «forte sviluppo produttivo» dell'Unione Sovietica alla «crisi del sistema imperialistico e capitalistico mondiale». Ancora nel 1977 Berlinguer parlava di «grandi conquiste» realizzate dai Paesi comunisti, ammettendo però l'esistenza di «lati negativi» che «consistono essenzialmente nei loro tratti autoritari o negli ordinamenti limitativi di certe libertà». Aggiungeva infine che «quei paesi rappresentano una grande realtà sociale, una grande realtà nella vita del mondo di oggi».
Nel novembre di quell'anno Berlinguer pronunciò a Mosca, dove si era recato per le celebrazioni comuniste dei sessant'anni dalla rivoluzione d'ottobre dei bolscevichi, un discorso che spinse alcuni come Ugo La Malfa e Eugenio Scalfari a ritenere ormai prossima la rottura del PCI con l'Unione Sovietica. Altri però, in particolare gli intellettuali della rivista socialista Mondoperaio, non vedevano nessuna rottura, se non una generica presa di distanza dallo stalinismo che non conduceva però a un effettivo ripudio dell'ideologia marxista-leninista, né all'ammissione di come la repressione del dissenso in Unione Sovietica fosse una diretta conseguenza di quell'ideologia. In occasione della Biennale di Venezia tra la fine del 1977 e il 1978 quando il suo Presidente, l'allora socialista Carlo Ripa di Meana, intese dar voce al dissenso degli intellettuali perseguitati dall'Unione Sovietica reagì duramente all'iniziativa parlando di provocazione e sollecitando il governo italiano a ritardare il finanziamento della Biennale. Diversi artisti e intellettuali vicini al PCI come Vittorio Gregotti e Luca Ronconi si dimisero in segno di protesta dal comitato della rassegna. Il tema dei rapporti del PCI con l'Unione Sovietica fu al centro di aspri dibattiti e scontri politici tra la fine degli anni settanta e l'inizio degli ottanta tra Berlinguer e l'emergente socialista Bettino Craxi, che rimproverava ai comunisti italiani di mantenere intatti i legami col regime sovietico e di non sposare fino in fondo i valori della socialdemocrazia europea.
L'ambiguità dei rapporti del PCI con l'Unione Sovietica si protrasse per tutti gli anni ottanta. Se nel 1981 in seguito al golpe polacco di Jaruzelski che si ribellò a Mosca Berlinguer giunse a dichiarare conclusa la spinta propulsiva della rivoluzione d'ottobre e producendo la reazione contraria di Armando Cossutta, che condannò il gesto come uno strappo, il PCI si oppose duramente all'installazione di una base euromissilistica in Italia come risposta ai missili di nuova generazione puntati dall'Unione Sovietica contro l'Italia e l'Europa occidentale. Ancora nel 1984 in risposta al documento dell'allora cardinale Ratzinger che condannava le teologie della liberazione sia per l'ideologia materialista di stampo marxista a esse sottesa, ritenuta inconciliabile col cristianesimo, sia per il loro carattere totalizzante derivante da quella stessa ideologia, il mensile Rinascita, da sempre strumento di elaborazione e diffusione della politica culturale del PCI, attaccò duramente le posizioni espresse da Ratzinger sostenendo che i suoi giudizi sul socialismo in generale e sulle sue applicazioni concrete in Unione Sovietica sarebbero stati «schematici», «grossolani» e privi di «considerazione storica». Solidarizzò invece con Ratzinger un ex membro del PCI, Lucio Colletti, fuoriuscito dal partito in seguito a una profonda revisione delle proprie convinzioni ideologiche: «Il giudizio del PCI sull'Unione Sovietica è il frutto, tuttora, di un avvilente compromesso intellettuale e morale. Decine di milioni di vittime sotto Stalin; il totalitarismo; il Gulag; un sistema che tuttora procede utilizzando il lavoro forzato dei lager; la mortificazione politica dei cittadini; la giustizia asservita al partito unico: tutti questi non sono ancora argomenti sufficienti perché il PCI possa trovarsi d'accordo con l'elementare verità espressa nel documento di Ratzinger: cioè, che in quei paesi, "milioni di nostri contemporanei aspirano legittimamente a ritrovare le libertà fondamentali di cui sono privati da parte dei regimi totalitari"; che questa è una vergogna del nostro tempo; "che si mantengono intere nazioni in condizioni di schiavitù indegne dell'uomo"; e che a questa vergogna si è giunti, "con la pretesa di portare loro la libertà"».
Il KGB sovietico fu spesso tramite di trasferimenti illegali di valuta e finanziamento illecito al PCI durante gli anni sessanta e settanta come sostenuto a seguito della diffusione di vari rapporti detti Impedian, contenuti nel dossier Mitrochin. Secondo il rapporto n. 100 del dossier solo nel 1971 un agente italiano al servizio del KGB, Anelito Barontini (nome in codice Klaudio) consegnò cifre in contanti per complessivi due milioni seicentomila dollari. Nel rapporto n. 122 del 6 ottobre 1995 segue un elenco dettagliato delle cifre dal 1970 al 1977 con elencati i nomi dei vari dirigenti coinvolti, tra cui Armando Cossutta. I rapporti tra PCI e KGB non si limitarono al solo inoltro dei finanziamenti, ma anche nell'utilizzo delle competenze del servizio segreto sovietico per rilevare eventuali apparati di ascolto posti nella sede del comitato centrale italiano (rapporto n. 131) e nell'addestramento alla cifratura e alle comunicazioni radio di personale del partito, come ad esempio dell'agente Andrea, noto come Kekkini (traslitterazione del nome Cecchini), membro del comitato centrale del PCI, inviato con passaporto straniero falso a nome di Ettore Morandi via Australia a Mosca dal giugno all'agosto 1972, anche per prendere accordi sull'instaurazione di una rete di comunicazione bidirezionale, fabbricazione di documenti falsi e altre attività illegali (rapporto n. 197).

#### Solidarietà nazionale

Enrico Berlinguer

Nella seconda metà degli anni settanta si acuirono le tensioni sociali e politiche. La crisi economica-energetica, la disoccupazione, gli scioperi e il terrorismo conversero verso quello che molti hanno definito l'annus horribilis delle rivolte, ossia il 1977: echi sessantottini vibravano di nuovo fra gli studenti, riverberi della lotta di classe animavano il confronto, cioè il conflitto, fra i sindacati e le imprese e molti da molte classi sociali si rivoltavano in armi contro avversari politici e istituzioni.
Nel 1976 nel contesto storico che vide alcuni cattolici come Raniero La Valle, Piero Pratesi e Mario Gozzini presentati ed eletti come indipendenti nelle file del PCI e che avrebbe portato il partito a una fugace esperienza di responsabilità di governo avvenne un importante scambio di idee attraverso lettere aperte pubblicate su periodici tra Enrico Berlinguer e monsignor Luigi Bettazzi, nel quale Berlinguer in risposta alle preoccupazioni di Bettazzi precisò che nel PCI «esiste e opera la volontà non solo di costruire e di far vivere qui in Italia un partito laico e democratico, come tale non teista, non ateista e non antiteista; ma di volere, anche per diretta conseguenza, uno Stato laico e democratico, anch'esso dunque non teista, non ateista e non antiteista». Le preoccupazioni dei vescovi, anche di quelli più disposti a un'apertura, tuttavia non si sciolsero anche perché lo stesso Berlinguer omise di citare l'articolo 5 dello statuto che obbligava gli iscritti a sostenere e difendere il marxismo-leninismo e che fu cambiato solo nel 1979 in occasione del XV Congresso.
Anche il PCI contestò sempre più fortemente la pregiudiziale che impediva al suo partito di accostarsi alla gestione del Paese. L'iniziativa fu lasciata a Giorgio Amendola, rappresentante prestigioso (anche per tradizione familiare) dell'ala moderata del partito e uomo capace di dialogare con i non comunisti, che proclamò che l'ora era suonata per «far parte a pieno titolo del governo». Nel febbraio del 1977 fu Ugo La Malfa a dichiarare per primo pubblicamente la necessità di un governo di emergenza comprendente i comunisti, ma la proposta fallì per il dissenso democristiano e socialdemocratico.
Il 1978 fu per il PCI l'anno del destino e iniziò presto con un incontro subito dopo Capodanno fra Berlinguer e Bettino Craxi, al termine del quale fu prodotta una nota indicativa di ufficiale «identità di vedute», espressione tradotta dagli analisti come una sorta di «via libera» (o di non nocet) del PSI alle manovre del segretario Berlinguer e delle quali, già cominciate da molti mesi, si poteva ora parlare anche pubblicamente. Dopo una paziente opera di ricerca di possibili strategie di accesso pur parziale al governo Berlinguer pareva aver individuato in Aldo Moro l'interlocutore più adatto alla costruzione di un progetto concreto.
Moro era il presidente della DC e condivideva con il segretario Berlinguer alcune caratteristiche personali che sembravano predisporre al dialogo: erano entrambi sottili intellettuali, lungimiranti politici e abili nonché pazienti strateghi. Fu Moro a parlare per primo di possibili «convergenze parallele», sebbene non propriamente in relazione ai desideri del segretario Berlinguer, ma fu lo stesso Moro a mobilitare l'apparato democristiano per verificare la possibilità di convertire a utile accordo la sterile distanza che sino ad allora aveva diviso DC e PCI.
Dai clandestini iniziali contatti, sinché possibile per interposta persona, si passò in seguito a una minima frequentazione diretta nella quale andava assumendo forma e contenuti il progetto del compromesso storico. Moro individuava nell'alleanza col PCI lo strumento che avrebbe consentito di superare il momento di grave crisi istituzionale e di credibilità dell'apparato governativo (screditato anche dalle campagne comuniste sulla questione morale), coinvolgendo l'opposizione nel governo e assicurandovi il minimo necessario per raggiungere una sicura maggioranza parlamentare. Nella DC Berlinguer vedeva invece primariamente (ma non solo semplicemente) quel possibile cavallo di Troia grazie al quale avrebbe potuto portare finalmente il suo partito al governo, tanto che è stato sostenuto che entrambi potevano aver condiviso il timore che la crisi in cui versava il Paese potesse dare adito a soluzioni di tipo cileno, come già anni prima paventato dallo stesso Berlinguer. Il compromesso storico in quest'ottica poteva porre il Paese al riparo da eventuali azioni dell'uno e dell'altro fronte. Berlinguer fu intanto ammesso come primo comunista italiano a lavori para-governativi come le riunioni dei segretari dei partiti della maggioranza in qualità di esterno interessato.
Mentre Moro veniva definitivamente prosciolto dagli addebiti giudiziari in relazione allo scandalo Lockheed, che lo aveva infastidito sin da quando aveva cominciato a guardare a una possibile intesa coi comunisti, si preparava nel marzo del 1978 una riedizione del governo Andreotti, cui il PCI avrebbe dovuto smettere di fornire appoggio esterno (nel precedente governo, detto della «non sfiducia», dal 1976 aveva garantito l'astensione per la prima volta rinunciando al voto d'opposizione), offrendo il voto favorevole a un monocolore DC in attesa di una fase successiva nella quale ammetterlo definitivamente e a pieno titolo nella compagine governativa.
Questo governo nasceva con alcuni membri assolutamente sgraditi al PCI, come Antonio Bisaglia, Gaetano Stammati e Carlo Donat-Cattin, la cui inclusione nella compagine ministeriale era stata operata da Giulio Andreotti nonostante le richieste di esclusione da parte del PCI. Secondo una versione accreditata molti anni dopo insieme con Alessandro Natta, capogruppo alla Camera, Berlinguer dovette sveltamente decidere se proporre alla direzione del partito già convocata per il pomeriggio dello stesso giorno di ritirare l'appoggio al governo, ma la stessa mattina del 16 marzo, giorno previsto per la presentazione parlamentare del governo tanto faticosamente messo insieme, Moro fu rapito (e sarebbe poi stato ucciso) dalle Brigate Rosse. Berlinguer intuì la ripercussione negativa dell'evento verso la politica della solidarietà nazionale e scelse di dare al governo la fiducia nel più breve tempo possibile.
La fiducia fu dunque votata dal PCI insieme a DC, PSI, PSDI e PRI, ma non senza che Berlinguer precisasse che l'espediente di Andreotti, che suonava di repentina modifica unilaterale di accordi lungamente elaborati, costituisse «invece un Governo che, per il modo in cui è stato composto, ha suscitato e suscita, com'è noto (ma io non voglio insistere in questo particolare momento su questo punto), una nostra severa critica e seri interrogativi e riserve».

#### Ritorno all'opposizione
Se Moro non fosse stato rapito, il PCI probabilmente avrebbe dato battaglia ad Andreotti. Durante il sequestro Moro il PCI fu tra i più decisi sostenitori del cosiddetto «fronte della fermezza», del tutto contrario a qualsiasi tipo di trattativa con i terroristi, i quali avevano chiesto la liberazione di alcuni detenuti in cambio di quella di Moro.
In questa occasione si acuì la contrapposizione a sinistra tra il PCI e il PSI guidato da Bettino Craxi, che tentò di sostenere politicamente gli sforzi di coloro che tentavano di salvare la vita di Moro (la sua famiglia, alcuni esponenti della DC non direttamente impegnati nel governo e il papa Paolo VI) sia per un intento umanitario e di ripulsa verso una concezione eccessivamente statalista dell'azione politica, tipica del cosiddetto umanesimo socialista, sia per marcare la distanza dei socialisti dai due maggiori partiti e dalla dottrina del compromesso storico che rischiava di confinare definitivamente il PSI in un ruolo marginale nel panorama politico italiano.
Dopo il tragico epilogo della vicenda di Moro l'unico effetto di rilievo sulla DC parvero le dimissioni di Francesco Cossiga, che era ministro dell'interno. Il PCI restava fuori della compagine di governo, Berlinguer non partecipava più alle riunioni insieme ai segretari dell'arco costituzionale (anche se a livello parlamentare i contatti continuavano a essere tenuti dal capogruppo Ugo Pecchioli) e il governo Andreotti restava dov'era, sempre con Bisaglia e Stammati nella compagine di governo.
Un mese dopo la morte di Moro nel giugno del 1978 esplose con inaudita virulenza il caso del presidente della Repubblica Giovanni Leone, che grazie a una campagna cui il PCI aveva già dato un contributo fondamentale (e che a questo punto omise di ritirare) fu costretto alle dimissioni. Oltre al rancore verso Andreotti, cui si doveva un governo diverso da quello concordato (e che tradizionalmente avrebbe dovuto presentare dimissioni in caso di elezione di un nuovo capo dello Stato), si è supposto che la campagna scandalistica sia stata ulteriormente indurita da Berlinguer per poter far salire al Quirinale qualcuno meno avvinto dalla pregiudiziale anticomunista di quanto non fossero stati i presidenti precedenti.
L'elezione di Sandro Pertini, oltre che gradita al PCI, piaceva a molti settori della politica. Da parte dei socialisti, nel cui partito militava, vi era ovviamente la soddisfazione per la nomina di una figura amica che avrebbe potuto accrescere la capacità di influenza del partito di Craxi. Da parte democristiana (dalla quale si era barattata la candidatura con la persistenza al governo) Pertini era ritenuto poco pericoloso, almeno fintantoché fossero proseguiti i buoni rapporti con la DC. Anche i Repubblicani guardavano a possibili riprese di prestigio (e di influenza politica) con un nuovo scenario che premiava con la carica uno degli storici partiti laici italiani.
L'entusiasmo di Berlinguer fu però di breve durata poiché non solo Andreotti non si dimise, ma dopo la caduta determinata dall'opposizione comunista all'ingresso nel primo sistema monetario europeo successe a sé stesso con il governo Andreotti V sul principio dell'anno successivo per governare le inevitabili elezioni anticipate. Il PCI fu quindi escluso dalle relazioni fra i partiti della maggioranza e si apprestò a tornare al suo ruolo di opposizione.
Il PCI si ritrovò di nuovo all'opposizione e nel decennio successivo fu completamente isolato in quanto il PSI di Craxi dopo avere a lungo oscillato, governando a livello locale sia con la DC sia con il PCI, formulò stabilmente a livello nazionale un'alleanza di governo con la DC e con gli altri partiti laici, PSDI, PLI e PRI, denominata pentapartito, facendo pesare sempre di più nelle richieste di posti di potere il suo ruolo di partito di confine.
Per uscire dall'isolamento Berlinguer provò a ricostruire delle alleanze nella base del Paese, cercando convergenze con le nuove forze sociali che chiedevano il rinnovamento della società italiana e riprendendo i rapporti con quello che era il tradizionale riferimento sociale del PCI, ossia la classe operaia, declinando - a partire dal novembre 1980 - la linea dell' "alternativa democratica" come tentativo di raccogliere intorno al PCI un fronte sociale più ampio e rafforzarne la posizione egemonica a sinistra.
In tale ottica vanno lette le battaglie contro l'installazione degli euromissili, per la pace e soprattutto nella vertenza degli operai della FIAT del 1980. Il PCI in quella lotta arrivò anche a scavalcare il ruolo della CGIL e la sconfitta finale e quella riportata anni dopo nel referendum sulla scala mobile segnarono in maniera indelebile il partito.

### Segreteria di Alessandro Natta

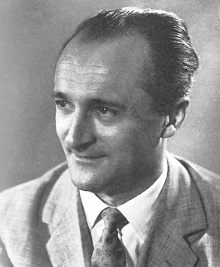
Alessandro Natta

In particolare il referendum del 1985, che era stato fortemente voluto da Berlinguer, per abrogare il cosiddetto decreto di San Valentino del 14 febbraio 1984 del governo Craxi, con il quale era stato recepito in una norma legislativa valida erga omnes l'accordo delle associazioni imprenditoriali con i soli sindacati CISL e UIL, con l'opposizione della CGIL, che tagliava 4 punti percentuali dell'indennità di contingenza, segnò il punto massimo dello scontro tra Berlinguer e Craxi.
L'opposizione comunista al primo governo a guida socialista della storia della Repubblica toccò punte di parossismo e Craxi venne indicato come un nemico della classe operaia, tanto che molti iscritti e sindacalisti socialisti della CGIL furono indotti dal clima di ostracismo determinatosi nei loro confronti ad aderire alla UIL guidata da Giorgio Benvenuto che divenne di fatto il sindacato socialista, pur se molti rimasero nella CGIL grazie anche all'impegno del suo segretario generale Luciano Lama, che non aveva condiviso fino in fondo la scelta di Berlinguer di raccogliere le firme per l'indizione del referendum poi perso.
L'11 giugno 1984 il segretario Berlinguer morì a Padova a causa di un ictus che l'aveva colpito il 7 giugno sul palco mentre stava pronunciando un discorso trasmesso in diretta televisiva in vista delle elezioni europee del successivo 17 giugno. La morte di Berlinguer destò un'enorme impressione in tutto il Paese anche per la casuale presenza a Padova del presidente della Repubblica Pertini, che accorse al capezzale di Berlinguer e decise di riportarne la salma a Roma con l'aereo presidenziale. I funerali videro una grande partecipazione di popolo non solo delle migliaia di militanti del PCI provenienti da tutta Italia, ma di molti cittadini romani e l'omaggio alla salma di delegazioni di tutti i partiti italiani (compresa quella del MSI) e dei partiti socialisti e comunisti di tutto il mondo. Alessandro Natta divenne il nuovo segretario del partito.
Alle elezioni europee il PCI raggiunse il suo massimo risultato (33,3% dei voti), sorpassando sia pur di poco e per la prima e unica volta la DC (33,0% dei voti), per cui i commentatori parlarono di un «effetto Berlinguer».
Il XVII Congresso fu tenuto anticipatamente nell'aprile del 1986 a causa della disfatta nelle elezioni regionali dell'anno precedente. Come risposta alla crisi il gruppo dirigente del partito tentò con la decisiva spinta dell'area migliorista di Giorgio Napolitano un riposizionamento internazionale del PCI, proponendo il totale distacco dal movimento comunista per entrare a far parte a tutti gli effetti del Partito Socialista Europeo. A questa linea si oppose duramente un piccolo gruppo organizzato da Cossutta, che, in minoranza all'interno del partito, aveva dato vita a una vera e propria corrente stabile sin da quando, in occasione del golpe polacco di Wojciech Jaruzelski, il segretario Berlinguer aveva proclamato esaurita la «spinta propulsiva della rivoluzione d'Ottobre».
Nel maggio 1988 Natta è colto da un leggero infarto. Non è grave, ma gli vien fatto capire dagli alti dirigenti che non è più gradito come segretario. Natta si dimette e al suo posto viene messo il vice Achille Occhetto. Natta viene dimesso dal PCI mentre è ancora convalescente in ospedale nonostante gli fosse stato garantito da Pajetta che avrebbero spostato la direzione del partito a ottobre. Natta apprende infatti la notizia delle sue dimissioni dalla radio mentre è ancora in ospedale, come avrebbe poi dichiarato la moglie Adele Morelli un mese dopo la scomparsa del marito.

### Segreteria di Achille Occhetto
Nel marzo 1989 Occhetto lancia il «nuovo PCI» come uscì dai lavori del XVIII Congresso, il primo a tesi contrapposte nella storia del partito (sebbene non fu garantita una piena ed effettiva parità di condizioni al documento della minoranza).
Il 19 luglio 1989 viene costituito un governo ombra ispirato al modello inglese dello «shadow cabinet» per meglio esplicitare l'alternativa di governo che il PCI intendeva rappresentare.

#### Referendum ambientalisti
Nel 1989 il PCI promosse con altre forze politiche e gruppi ambientalisti tre referendum per abrogare la legge sulla caccia, eliminare il diritto dei cacciatori di accedere al fondo altrui anche senza il consenso del proprietario e per limitare l'uso dei pesticidi nell'agricoltura. Tutti e i tre referendum, che si svolsero l'anno successivo, videro la vittoria dei sì, ma il quorum non fu raggiunto e dunque le norme sottoposte ad abrogazione rimasero in vigore.

#### Caduta del muro di Berlino e scioglimento

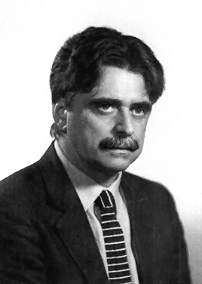
Achille Occhetto

Il 12 novembre 1989, tre giorni dopo la caduta del muro di Berlino, Achille Occhetto annunciò «grandi cambiamenti» a Bologna in una riunione di ex partigiani e militanti comunisti della sezione Bolognina. Fu questa la cosiddetta «svolta della Bolognina» nella quale Occhetto propose prendendo da solo la decisione di aprire un nuovo corso politico che preludeva al superamento del PCI e alla nascita di un nuovo partito della sinistra italiana.
Nel partito si accese una discussione e il dissenso per la prima volta fu notevole e coinvolse ampi settori della base. Dirigenti nazionali di primaria importanza quali Pietro Ingrao, Alessandro Natta e Aldo Tortorella, oltre che Armando Cossutta, si opposero in maniera convinta alla svolta. Per decidere sulla proposta di Occhetto fu indetto il Congresso XIX, un Congresso straordinario del partito che si tenne a Bologna nel marzo del 1990. Tre furono le mozioni che si contrapposero:
- La prima mozione, intitolata Dare vita alla fase costituente di una nuova formazione politica, era quella di Occhetto. Proponeva la costruzione di una nuova formazione politica democratica, riformatrice e aperta a componenti laiche e cattoliche che superasse il centralismo democratico. Il 67% dei consensi ottenuti dalla mozione permise la rielezione di Occhetto alla carica di segretario generale e la conferma della sua linea politica.
- La seconda mozione, intitolata Per un vero rinnovamento del PCI e della sinistra, fu sottoscritta da Ingrao e tra gli altri da Angius, Castellina, Chiarante e Tortorella. Secondo i sostenitori di questa mozione il PCI doveva sì rinnovarsi nella politica e nella organizzazione, ma senza smarrire se stesso. Questa mozione uscì sconfitta ottenendo il 30% dei consensi.
- La terza mozione, intitolata Per una democrazia socialista in Europa, fu presentata dal gruppo di Cossutta. Costruita su un impianto profondamente ortodosso, ottenne solo il 3% dei consensi.

Il XX Congresso tenutosi a Rimini il 31 gennaio del 1991 fu l'ultimo del PCI. Le mozioni che si contrapposero a questo Congresso furono sempre tre, anche se con schieramenti leggermente diversi:
- La mozione di Occhetto, D'Alema e molti altri dirigenti, intitolata Per il Partito Democratico della Sinistra, che ottenne il 67,46% dei voti eleggendo 848 delegati.
- Una mozione intermedia, intitolata Per un moderno partito antagonista e riformatore e capeggiata da Bassolino, che ottenne il 5,76% dei voti eleggendo 72 delegati.
- La mozione contraria alla nascita del nuovo partito, intitolata Rifondazione comunista e nata dall'accorpamento delle mozioni di Ingrao e Cossutta, ottenne il 26,77% dei voti eleggendo 339 delegati, cioè meno rispetto alla somma dei voti delle due mozioni presentate al precedente Congresso.

### Partito Democratico della Sinistra e Rifondazione Comunista
Il 3 febbraio 1991 il PCI deliberò il proprio scioglimento promuovendo contestualmente la costituzione del Partito Democratico della Sinistra (PDS) con 807 voti favorevoli, 75 contrari e 49 astenuti. Il cambiamento del nome intendeva sottolineare la differenziazione politica con il partito originario accentuando l'aspetto democratico. Un centinaio di delegati della mozione Rifondazione comunista non aderì alla nuova formazione e diede vita al Movimento per la Rifondazione Comunista, che poi inglobò Democrazia Proletaria (DP) e altre formazioni comuniste minori assumendo la denominazione di Partito della Rifondazione Comunista (PRC).

## Correnti
Fin dall'inizio il PCI non ha mai avuto componenti interne organizzate e riconosciute, peraltro vietate dallo statuto («divieto di frazionismo», che proibiva l'organizzazione di minoranze interne), bensì delle tendenze individuabili (inizialmente quelle di Amendola e di Ingrao). Le correnti si sono però via via caratterizzate, in particolare negli anni ottanta.

### Amendoliani
Gli amendoliani rappresentavano la destra del partito. Eredi delle posizioni di Giorgio Amendola (sostanzialmente orientato verso una dinamica impostazione legata alla socialdemocrazia), erano presenti nel suo apparato e nella gestione delle cooperative rosse. Propensi ad avere un atteggiamento riformista verso il capitalismo, non condividevano la politica sovietica (anche se talvolta vi si conformarono), contrastarono l'estrema sinistra del 1968 e del 1977 e le aree movimentiste. Sostenevano il dialogo e l'azione comune con partiti come il PSDI e il PSI, quest'ultimo specialmente durante la segreteria di Craxi, di cui erano interlocutori privilegiati.
Nel 1989 furono con qualche eccezione sostenitori della svolta di Occhetto, firmando la mozione 1. Il loro capo politico tradizionale era Giorgio Napolitano (divenuto presidente della Repubblica nel 2006) e vi appartenevano anche Paolo Bufalini, Gerardo Chiaromonte, Napoleone Colajanni, Guido Fanti, Nilde Iotti, Luciano Lama, Emanuele Macaluso, Antonello Trombadori e altri ancora. L'area ex DS del PD raggruppa la maggior parte dei seguaci dei miglioristi.

### Berlingueriani
I berlingueriani costituivano il centro del partito, erede delle posizioni di Luigi Longo. Quest'area, formata da ex amendoliani ed ex ingraiani, divenne inquadrabile durante la segreteria di Berlinguer (che la guidava). Anch'essa diffidente nei confronti della nuova sinistra (sebbene in minor misura rispetto ai miglioristi), era favorevole al distacco dalla sfera d'influenza dell'Unione Sovietica per conseguire una via italiana al socialismo, decisamente alternativa a socialdemocrazia e stalinismo.
Negli anni ottanta i berlingueriani dopo il fallimento del compromesso storico con la DC tentarono di perseguire un'alternativa democratica moralizzando il sistema partitico («questione morale»), sviluppando al contempo una forte avversione al PSI di Craxi. Il centro del PCI si divise nell'ultimo Congresso del 1989 tra favorevoli e contrari alla svolta di Occhetto (mozioni 1 e 2), anche se successivamente confluì in maggioranza  nel PDS. Berlingueriani erano oltre a Natta e Occhetto (proveniente dalla sinistra) anche Gavino Angius, Tom Benetollo, Giovanni Berlinguer, Giuseppe Chiarante, Pio La Torre, Adalberto Minucci, Fabio Mussi, Diego Novelli, Gian Carlo Pajetta, Ugo Pecchioli, Alfredo Reichlin, Franco Rodano, Tonino Tatò, Aldo Tortorella, Renato Zangheri. Provenienti dalla Federazione Giovanile Comunista Italiana (FGCI) erano Massimo D'Alema, Piero Fassino, Pietro Folena, Renzo Imbeni e Walter Veltroni.
Date le divisioni all'ultimo Congresso, l'ex corrente berlingueriana è oggigiorno divisa tra PD (mozione 1), PRC e Sinistra Ecologia Libertà (SEL) (mozione 2, l'ex Fronte del No). Minucci e Nicola Tranfaglia hanno aderito al Partito dei Comunisti Italiani (PdCI), Folena è stato eletto in Parlamento da Rifondazione in quota Sinistra Europea mentre Angius ha lasciato la Sinistra Democratica per il Partito Socialista Italiano. Angius e Folena hanno aderito successivamente al PD. Alcuni sono usciti dalla politica attiva (prima Natta, poi Tortorella e Chiarante che hanno costituito l'Associazione per il Rinnovamento della Sinistra).

### Ingraiani
Guidati da Pietro Ingrao, tenace avversario di Giorgio Amendola nel partito, gli ingraiani erano per definizione gli esponenti della sinistra movimentista, caratteristica grazie alla quale riuscirono ad attrarre svariati giovani, sovente contrapponendoli agli "ortodossi" che militavano nella DP o in altre formazioni. Opportunamente radicati nella CGIL, non condividevano manovre politiche ritenute di destra e sostenevano posizioni marxiste-leniniste, sebbene non sempre in modo lineare. Non erano inclini ad alleanze con la DC (per questo motivo numerosi suoi esponenti passarono con Berlinguer).
Nel 1969 persero la componente critica del Manifesto, espulsa dal partito anche con l'appoggio di Ingrao e parzialmente rientratavi nel 1984. I loro valori erano propri dell'ambientalismo, del femminismo, del pacifismo.
Si opposero prevalentemente alla svolta della Bolognina costituendo il nucleo principale del Fronte del No,  la consistente mozione di minoranza 2. Ingraiani erano Alberto Asor Rosa, Antonio Baldassarre, Antonio Bassolino, Fausto Bertinotti, Bianca Bracci Torsi, Aniello Coppola, Sandro Curzi, Lucio Libertini, Bruno Ferrero, Sergio Garavini, Ersilia Salvato, Rino Serri e altri ancora. Dalla FGCI provenivano Ferdinando Adornato, Massimo Brutti, Franco Giordano e Nichi Vendola. Di origine ingraiana erano oltre agli ex Manifesto-PdUP, anche berlingueriani come Angius, D'Alema, Fassino, Occhetto, Reichlin e altri. Attualmente sono divisi fra PD, PRC e Sinistra Italiana.

### Cossuttiani
I cossuttiani erano l'unica vera e strutturata corrente del PCI, comprensiva di alcuni ex operaisti. Non volevano recidere il legame internazionalista con l'Unione Sovietica, temendo uno strappo lacerante che avrebbe investito i connotati ideali e programmatici in favore di una pericolosa «mutazione genetica» del partito. Assertori di un legame da sviluppare ulteriormente con gli altri Paesi socialisti (come quello cubano), criticarono aspramente l'azione politica intrapresa da Berlinguer durante la sua segreteria, avversando i tentativi di compromesso con la DC.
Nel Congresso della svolta riuscirono a conquistare solamente il 3% dei voti con la mozione 3. Cossuttiani erano  Guido Cappelloni, Gian Mario Cazzaniga, Giulietto Chiesa, Aurelio Crippa, Oliviero Diliberto, Claudio Grassi, Marco Rizzo e Graziella Mascia. Costoro furono attivi nel PdCI (che Cossutta ha presieduto fino alle dimissioni avvenute nel 2006) e in consistenti componenti interne del PRC (Essere Comunisti di Claudio Grassi e Alberto Burgio, L'Ernesto di Fosco Giannini e Andrea Catone).

### Il manifesto
Il manifesto era la componente di origine ingraiana nata attorno all'omonima rivista. Suoi esponenti, nonché fondatori del quotidiano, furono Aldo Natoli, Rossana Rossanda, Luigi Pintor, Lucio Magri, Luciana Castellina, Eliseo Milani, Valentino Parlato e Lidia Menapace. La sua dura critica alla linea politica dell'Unione Sovietica (culminata con la condanna nel 1969 all'invasione della Cecoslovacchia da parte del Patto di Varsavia) le costò la radiazione del PCI nel 1969. Costituitasi quale soggetto politico autonomo della nuova sinistra, nel 1974 si unificò con il Partito di Unità Proletaria (costituito da membri del PSIUP e aclisti del MPL) per fondare il Partito di Unità Proletaria per il Comunismo (PdUP), con Magri segretario. L'unione ebbe vita breve e nel 1977 l'area PSIUP-MPL uscì per confluire nella DP mentre gli ex Manifesto inglobarono la minoranza di Avanguardia operaia e infine il Movimento Lavoratori per il Socialismo (MLS), mantenendo il nome di PdUP per il Comunismo.
Nel 1983 presentò propri candidati nelle liste comuniste e nel 1984 vi confluì definitivamente. Nel corso del Congresso della Bolognina la maggior parte dei militanti dell'ex PdUP per il Comunismo aderì al Fronte del No. Magri e altri rimasero aderirono a Rifondazione nel 1991. Nel 1995 lasciarono però il PRC con Garavini dando vita al Movimento dei Comunisti Unitari, che confluì nei DS nel 1998.
Dirigenti ed esponenti del PdUP-MLS si sono ritrovati con ruoli diversi  nelle formazioni successive: Vincenzo Vita, Famiano Crucianelli e Davide Ferrari nel PD, Luciano Pettinari in Sinistra Italiana, Franco Grillini ha aderito alla rifondazione del PSI e in seguito all'Italia dei Valori. Del MLS solo Luca Cafiero ha lasciato la politica attiva; Alfonso Gianni era in SEL (l'ha abbandonata nel 2013) e Ramon Mantovani in Rifondazione. I fondatori veri e propri della corrente sono invece fuori dalle organizzazioni di partito.

## Struttura

### Segretari generali
I primi due statuti del Pcd'I (1921 e 1922) non prevedevano la figura del segretario generale. Fino al gennaio 1926 il partito era retto da un comitato esecutivo ristretto che lavorava collegialmente e all'interno del quale era al massimo rintracciabile un «redattore capo» (art. 47 dello statuto del 1921) o «segretario» (art. 51). Al III Congresso il comitato esecutivo mutò nome in ufficio politico e all'interno di questo fu individuata la figura del segretario generale.
Dopo l'arresto di Antonio Gramsci nel novembre 1926 la carica di segretario restò comunque formalmente ricoperta dallo stesso Gramsci, ma di fatto l'organizzazione clandestina iniziò ad avere un capo a Mosca (il centro estero) e uno in Italia (centro interno).
Furono pertanto a capo del partito:
- Comitato esecutivo composto da Amadeo Bordiga (redattore capo o segretario), Ruggiero Grieco, Bruno Fortichiari, Luigi Repossi e Umberto Terracini (21 gennaio 1921 – giugno 1923)
- Comitato esecutivo composto da Angelo Tasca, Palmiro Togliatti, Mauro Scoccimarro, Bruno Fortichiari e Giuseppe Vota (giugno 1923 - agosto 1924)
- Antonio Gramsci (agosto 1924 – 26 gennaio 1926)

Furono segretari generali:
- Antonio Gramsci (26 gennaio 1926 – 1927) con Camilla Ravera vicesegretaria
- Palmiro Togliatti (1927 – 1934) e Camilla Ravera come vicesegretaria in Italia
- Ruggero Grieco (giugno 1934 – aprile 1938)
- Giuseppe Berti (aprile - maggio 1938)
- Palmiro Togliatti (maggio 1938 – 21 agosto 1964)
- Luigi Longo (22 agosto 1964 – 17 marzo 1972)
- Enrico Berlinguer (17 marzo 1972 – 11 giugno 1984)
- Alessandro Natta (26 giugno 1984 – 10 giugno 1988)
- Achille Occhetto (21 giugno 1988 – 3 febbraio 1991)

### Presidenti
- Luigi Longo (1972 – 1980)
- Alessandro Natta (1989 – 1990)
- Aldo Tortorella (1990 – 1991)

### Vicesegretari generali
- Camilla Ravera (novembre 1926 – 1930)
- Luigi Longo (1945/1946 – 1964)
- Pietro Secchia (febbraio 1948 – 1955)
- Achille Occhetto (luglio 1987 – 1988)

### Organigrammi del vertice nazionale
- I Congresso
Comitato centrale: Amadeo Bordiga, Ambrogio Belloni, Nicola Bombacci, Bruno Fortichiari, Egidio Gennari, Antonio Gramsci, Ruggero Grieco, Anselmo Marabini, Francesco Misiano, Giovanni Parodi, Luigi Polano (FGCd'I), Luigi Repossi, Cesare Sessa, Ludovico Tarsia, Umberto Terracini e Antonio Borgia.
Comitato esecutivo: Bordiga, Fortichiari, Grieco, Repossi e Terracini.
- II Congresso
Comitato centrale: Bordiga, Isidoro Azzario, Vittorio Flecchia, Fortichiari, Leopoldo Gasparini, Gennari, Enio Gnudi, Gramsci, Grieco, Marabini, Repossi, Sessa, Terracini, Palmiro Togliatti e Giuseppe Berti (FGCd'I); nel marzo 1923 cooptazione di Antonio Graziadei e Angelo Tasca.
Comitato esecutivo: Bordiga, Fortichiari, Grieco, Repossi e Terracini; nel marzo 1923 cooptazione di Mauro Scoccimarro e Togliatti. Comitato esecutivo dimissionario nel marzo 1923 e sostituito nel luglio 1923 con Fortichiari, Scoccimarro, Tasca, Togliatti e Giuseppe Vota; in autunno dimissioni di Fortichiari sostituito da Gennari.
- V Congresso Comintern
Comitato centrale: Gramsci, Aladino Bibolotti, Gennari, Gnudi, Fabrizio Maffi, Mario Malatesta, Gustavo Mersù, Scoccimarro, Tasca, Terracini, Togliatti e Giuseppe Tonetti.
Supplenti per cooptazione: Flecchia, Alfonso Leonetti, Camilla Ravera, Giovanni Roveda e Giacinto Menotti Serrati.
Comitato esecutivo: Gramsci, Maffi, Mersù, Scoccimarro e Togliatti.
Supplenti: Bibolotti, Gennari, Malatesta, Tasca, Terracini e Tonetti.
Ufficio di segreteria: Gramsci, Giuseppe Di Vittorio, Grieco, Mersù, Ravera, Scoccimarro, Giuseppe Srebrnic e Togliatti.
- III Congresso
Comitato centrale: Gramsci, Luigi Allegato, Luigi Bagnolati, Luigi Ceriana, Flecchia, Gennari, Gnudi, Grieco, Alfonso Leonetti, Fabrizio Maffi, Antonio Oberti, Paolo Ravazzoli, Camilla Ravera, Scoccimarro, Giacinto Menotti Serrati, Tasca, Terracini, Togliatti, Bordiga, Carlo Venegoni e un operaio di Trieste (Luigi Frausin?). Membri candidati: Azzario, Teresa Recchia, Giovanni Roveda e Pietro Tresso.
Ufficio politico: Gramsci, Grieco, Ravera, Ravazzoli, Scoccimarro, Terracini e Togliatti; nel novembre 1926 arresto di Gramsci, Scoccimarro e Terracini sostituiti nell'ufficio politico da Leonetti, Tasca e Tresso e l'esclusione di Ravazzoli; candidato: Ignazio Silone.
- VI Congresso Comintern
Comitato centrale: Gennari, Gnudi, Grieco, Leonetti, Luigi Longo, Ravazzoli, Ravera, Silone, Tasca, Togliatti e Tresso; candidati cooptati nell'ottobre 1928: Di Vittorio, Giuseppe Dozza, Giovanni Germanetto, Teresa Recchia e Pietro Secchia.
Ufficio politico: Grieco, Leonetti, Ravazzoli, Ravera, Silone, Tasca, Togliatti, Tresso e Secchia (FGCd'I); candidato: Luigi Longo (FGCd'I a Mosca).
Ufficio di segreteria: Grieco, Ravera, Secchia e Togliatti.
- «La svolta» del 1929
Comitato centrale: Di Vittorio, Dozza, Gennari, Germanetto, Gnudi, Grieco, Longo, Ravera e Togliatti; candidati: Frausin, Antonio Vincenzo Gigante e Battista Santhià.
Ufficio politico: Grieco, Longo, Ravera, Secchia e Togliatti.
Nel 1929 espulsione di Tasca; nel 1930 espulsione di Bordiga, Leonetti, Ravazzoli e Tresso; nel 1931 espulsione di Silone.
- IV Congresso
Comitato centrale: Berti, Luigi Ceriana, Gaetano Chiarini, Domenico Ciufoli, Di Vittorio, Dozza, Frausin, Gennari, Germanetto, Gnudi, Grieco, Longo, Ernesto Oliva, Santhià, Togliatti, Tonini, Viana, un operaio da Gorizia, un operaio da Torino e un giovane della FGCd'I (Gian Carlo Pajetta?); candidati: Vincenzo Bianco, Luigi Lomellina, Mario Montagnana, Giordano Pratolongo, Francesco Roccati, «Sesto» e Ezio Zanelli; cooptati in seguito: Luigi Amadesi e Luigi Grassi.
Ufficio politico: Di Vittorio, Dozza, Grieco, Longo, Santhià, Togliatti e Pajetta(?).
- VII Congresso Comintern
Comitato centrale: Giuseppe Amoretti, Bibolotti, Ciufoli, Di Vittorio, Dozza, Gennari, Gnudi, Grieco, Longo, Cesare Massini, Montagnana, Celeste Negarville, Teresa Noce, Agostino Novella, Attilio Tonini, Luigi Viana e Zanelli; candidati: Luigi Borelli e Rigoletto Martini.
Ufficio politico: Di Vittorio, Gennari, Grieco, Longo, Montagnana e Negarville.
- Agosto 1938 (scioglimento del comitato centrale)
Centro di riorganizzazione: Berti, Di Vittorio, Grieco e Antonio Roasio.
Centro ideologico: Berti, Di Vittorio, Grieco, Umberto Massola, Negarville, Novella e Roasio.
- V Congresso
Direzione: Togliatti (segretario generale), Longo (vicesegretario generale), Giorgio Amendola, Arturo Colombi, Di Vittorio, Girolamo Li Causi, Massola, Negarville, Novella, Gian Carlo Pajetta, Antonio Roasio, Giovanni Roveda, Mauro Scoccimarro, Pietro Secchia, Emilio Sereni e Velio Spano.
Segreteria: Togliatti, Longo, Novella, Scoccimarro, Secchia, D'Onofrio[81] e Terracini.[82]
- VI Congresso[83]
Direzione: Togliatti (segretario generale), Longo (vicesegretario generale), Enrico Berlinguer (FGCI),[84] Amendola, Colombi, Di Vittorio, Edoardo D'Onofrio, Li Causi, Negarville, Teresa Noce Teresa, Novella, Pajetta, Roasio, Giuseppe Rossi, Roveda, Scoccimarro, Secchia (vicesegretario generale), Sereni e Spano.
Segreteria: Togliatti, Longo, Novella, Scoccimarro e Secchia.
(17 febbraio 1948: Secchia designato vicesegretario generale; agosto 1948: muore Rossi; 3 novembre 1949: Novella esce dalla segreteria e gli subentra Edoardo D'Onofrio)
- VII Congresso[85]
Direzione: Togliatti (segretario generale), Longo (vicesegretario generale), Secchia (vicesegretario generale), Amendola, Berlinguer (FGCI), Colombi, Di Vittorio, D'Onofrio, Grieco, Li Causi, Negarville, Noce, Novella, Pajetta, Roasio, Roveda, Scoccimarro, Sereni e Spano.
Segreteria: Togliatti, Longo, Secchia, D'Onofrio e Scoccimarro.
- IV Conferenza di organizzazione
Direzione: Togliatti (segretario generale), Longo (vicesegretario generale), Berlinguer (FGCI), Amendola, Colombi, Di Vittorio, D'Onofrio, Giuseppe Dozza, Grieco, Li Causi, Negarville, Novella, Pajetta, Roasio, Roveda, Scoccimarro, Secchia, Sereni, Spano e Terracini.
Segreteria: Togliatti, Longo, Amendola, Colombi, D'Onofrio, Pajetta e Scoccimarro.
(luglio 1955: muore Grieco)
- VIII Congresso[86]
Direzione: Togliatti, Longo, Alicata, Amendola, Colombi, Di Vittorio, Dozza, Ingrao, Li Causi, Novella, Pajetta, Pellegrini, Roasio, Romagnoli, Scoccimarro (presidente CCC), Sereni, Spano, Terracini e Trivelli (FGCI).
(novembre 1957: morte di Di Vittorio; luglio 1958: cooptati Bufalini e Scheda).
Segreteria: Togliatti, Longo, Amendola, Bonazzi, Bufalini, Ingrao e Pajetta.
(luglio 1958: esce Bufalini, entra Berlinguer).
- IX Congresso[87]
Direzione: Togliatti, Longo, Alicata, Alinovi, Amendola, Berlinguer, Bufalini, Colombi, Cossutta, Ingrao, Macaluso, Novella, Pajetta, Roasio, Romagnoli, Scheda, Scoccimarro (presidente CCC), Sereni, Terracini e Trivelli (FGCI).
(ottobre 1960: Serri sostituisce Trivelli (FGCI); ottobre 1962: Occhetto sostituisce Serri (FGCI).
Segreteria: Togliatti, Longo, Amendola, Barontini, Ingrao e Pajetta.
(marzo 1960: entra Luciano Barca)
Ufficio di segreteria: Longo, Barca e Barontini.
- X Congresso[88]
Direzione: Togliatti, Longo, Alicata, Amendola, Berlinguer, Bufalini, Colombi, Cossutta, Ingrao, Nilde Jotti, Macaluso, Napolitano, Novella, Pajetta, Pecchioli, Romagnoli, Scheda, Scoccimarro (presidente CCC), Sereni, Terracini e Occhetto (FGCI).
(dicembre 1963: cooptati Galluzzi, Lama, Miana, Natta e Reichlin; agosto 1964: muore Togliatti, Longo segretario).
Segreteria: Togliatti, Longo, Amendola, Berlinguer, Ingrao, Natta e Pajetta.
(dicembre 1963: entrano Alicata e Macaluso; agosto 1964: muore Togliatti, Longo segretario).
Ufficio di segreteria: Berlinguer (responsabile), Natta, Calamandrei, Di Giulio e Flamigni.
(febbraio 1965: entra Luigi Pintor).
- XI Congresso
Direzione: Longo, Alicata, Amendola, Berlinguer, Bufalini, Chiaromonte, Colombi, Cossutta, Di Giulio, Fanti, Lina Fibbi, Galluzzi, Ingrao, Jotti, Lama, La Torre, Macaluso, Miana, Napolitano, Natta, Novella, Pajetta, Pecchioli, Reichlin, Romagnoli, Scheda, Scoccimarro (presidente CCC), Sereni, Terracini, Tortorella e Occhetto (FGCI).
(febbraio 1966: muore Romagnoli; luglio 1966: entra Petruccioli (FGCI), esce Occhetto; ottobre 1966: cooptati Alinovi e Occhetto).
Ufficio politico: Longo, Alicata, Amendola, Berlinguer, Ingrao, Napolitano, Novella, Pajetta e Pecchioli.
(dicembre 1966: muore Alicata; luglio 1967: entra Macaluso).
Segreteria: Longo, Bufalini, Cossutta, Macaluso, Napolitano e Natta.
(febbraio 1966: entra Di Giulio; luglio 1967: esce Macaluso, entra Occhetto).
- XII Congresso[89]
Direzione: Longo, Berlinguer, Alinovi, Amendola, Bufalini, Cavina, Chiaromonte, Colombi (presidente CCC), Cossutta, Di Giulio, Fanti, Galluzzi, Ingrao, Jotti, Lama, Macaluso, Minucci, Napolitano, Natta, Novella, Occhetto, Pajetta, Pecchioli, Reichlin, Romeo, Scheda, Scoccimarro, Sereni, Adriana Seroni, Terracini, Tortorella e Petruccioli (FGCI).
(marzo 1969: entra Gianfrancesco Borghini (FGCI) esce Petruccioli; aprile 1970: dimissioni per incompatibilità di Lama e Scheda; gennaio 1972: muore Scoccimarro).
Ufficio politico: Longo, Berlinguer, Amendola, Ingrao, Macaluso, Napolitano, Novella, Pajetta e Tortorella.
(luglio 1969: dimissioni Novella dal sindacato; aprile 1970: cooptato Novella; ottobre 1970 cooptato Natta).
Segreteria: Longo, Berlinguer, Bufalini, Cossutta, Di Giulio, Natta e Pecchioli.
(ottobre 1970: esce Natta, entra Galluzzi).
- XIII Congresso[90][91]
Direzione (38 membri): Berlinguer, Longo, Alinovi, Amendola, Luciano Barca, Bufalini, Cavina, Chiaromonte, Colombi (presidente CCC), Cossutta, Di Giulio, Fanti, Vincenzo Galetti, Galluzzi, Ingrao, Jotti, Macaluso, Minucci, Napolitano, Natta, Novella, Occhetto, Pajetta, Pecchioli, Edoardo Perna, Luigi Petroselli, Elio Quercioli, Reichlin, Romeo, Sereni, Seroni, Rino Serri, Terracini, Tortorella e Borghini (FGCI).
(giugno 1972: Renzo Imbeni della FGCI sostituisce Borghini; luglio 1972 cooptati per confluenza del PSIUP: Domenico Ceravolo, Dario Valori e Tullio Vecchietti; settembre 1974: muore Novella)
Ufficio politico: Berlinguer, Longo, Amendola, Bufalini, Chiaromonte, Cossutta, Di Giulio, Galluzzi, Ingrao, Macaluso, Napolitano, Natta, Novella, Pajetta, Pecchioli, Reichlin e Tortorella
(luglio 1972 cooptati: Valori e Vecchietti).
Segreteria: Berlinguer, Bufalini, Cossutta, Di Giulio, Galluzzi, Pajetta e Pecchioli.
- XIV Congresso[92][93]
- XV Congresso[94][95]
- XVI Congresso[96][97]
Direzione (34 membri): Berlinguer (segretario generale), Gavino Angius, Luciano Barca, Antonio Bassolino, Gianfranco Borghini, Paolo Bufalini, Giovanni Cervetti, Giuseppe Chiarante, Gerardo Chiaromonte, Luigi Colajanni (cooptato il 10 maggio 1982), Armando Cossutta, Massimo D'Alema, Piero Fassino, Luciano Guerzoni, Pietro Ingrao, Leonilde Jotti, Emanuele Macaluso, Adalberto Minucci, Napolitano, Alessandro Natta (presidente CCC), Achille Occhetto, Pajetta, Ugo Pecchioli, Edoardo Perna, Giulio Quercini, Alfredo Reichlin, Adriana Seroni, Umberto Terracini, Aldo Tortorella, Lalla Trupia, Tullio Vecchietti, Michele Ventura, Renato Zangheri, Marco Fumagalli (invitato come segretario generale FGCI).
Segreteria: Berlinguer (segretario generale), Chiaromonte, Minucci, Pajetta, Pecchioli, Reichlin, Seroni, Tortorella e Zangheri.
- XVII Congresso[98][99]
Direzione (39 membri): Natta, Angius, Bassolino, Giovanni Berlinguer, Borghini, Bufalini, Cervetti, Chiarante, Chiaromonte, Colajanni, D'Alema, Fassino, Ingrao, Jotti, Guerzoni, Luciano Lama, Romano Ledda, Macaluso, Lucio Magri, Minucci, Fabio Mussi, Napolitano, Occhetto, Pajetta, Pecchioli, Gianni Pellicani, Umberto Ranieri, Alfredo Reichlin, Antonio Rubbi, Giulio Quercini, Mario Santostasi, Roberto Speciale, Giglia Tedesco, Aldo Tortorella, Lalla Trupia, Livia Turco, Michele Ventura, Roberto Vitali e Renato Zangheri.
Segreteria: Natta, Angius, Chiarante, D'Alema, Napolitano, Occhetto, Reichlin, Tortorella e Turco
(luglio 1987: Occhetto vicesegretario; giugno 1988: Occhetto sostituisce Natta)
- XVIII Congresso[100][101]
Direzione (50 membri): Occhetto, Silvano Andriani, Angius, Tiziana Arista, Antonio Bassolino, Luigi Berlinguer, Goffredo Bettini, Borghini, Claudio Burlando, Luciana Castellina, Gian Mario Cazzaniga, Cristina Cecchini, Chiarante, Chiaromonte, Vannino Chiti, Luigi Colajanni, D'Alema, Silvana Dameri, Biagio De Giovanni, Fassino, Pietro Folena, Francesco Ghirelli, Luciano Guerzoni, Renzo Imbeni, Jotti, Macaluso, Magri, Mussi, Napolitano, Pecchioli, Gianni Pellicani, Claudio Petruccioli, Barbara Pollastrini, Giulio Quercini, Ranieri, Reichlin, Alfonsina Rinaldi, Rubbi, Ersilia Salvato, Santostasi, Pino Soriero, Giglia Tedesco, Tortorella, Trupia, Lanfraco Turci, Turco, Walter Veltroni, Davide Visani, Roberto Vitali e Zangheri.
Segreteria: Occhetto, Antonio Bassolino, D'Alema, Fassino, Fabio Mussi, Claudio Petruccioli, Turco e Veltroni.
- XIX Congresso[102][103][104]
Direzione (43 membri: 3 di diritto, 27 mozione 1, 12 mozione 2, 1 mozione 3): Occhetto, Tortorella, Tedesco (presidente garanti), D'Alema, Bassolino, Pajetta, Petruccioli, Turco, Rinaldi, Angius, Gianni Aresta, Alberto Asor Rosa, Fulvia Bandoli, Maria Luisa Boccia, Castellina, Chiarante, Fumagalli, Sergio Garavini, Magri, Adalberto Minucci, Salvato e Cossutta.
Segreteria: Occhetto, D'Alema, Bassolino, Petruccioli, Ranieri, Giulia Rodano, Cesare Salvi e Turco.

## Presidenti dei gruppi parlamentari

### Camera dei deputati
- 28 giugno 1946 – 12 febbraio 1947: Luigi Longo, vice: Umberto Terracini & Ruggero Grieco
- 12 febbraio 1947 – 21 agosto 1964: Palmiro Togliatti, vice: Fausto Gullo & Gian Carlo Pajetta, poi Pietro Ingrao
- 21 agosto 1964 – 24 maggio 1972: Pietro Ingrao, vice: Gennaro Miceli & Renzo Laconi, poi Luciano Barca & Nilde Iotti
- 25 maggio 1972 – 12 luglio 1979: Alessandro Natta, vice: Giuseppe D'Alema & Carlo Alberto Galluzzi, poi Fernando Di Giulio & Alberto Malagugini
- 12 luglio 1979 – 28 agosto 1981: Fernando Di Giulio, vice: Abdon Alinovi & Ugo Spagnoli
- 26 ottobre 1981 – 7 maggio 1986: Giorgio Napolitano, vice: Ugo Spagnoli
- 7 maggio 1986 – 18 giugno 1990: Renato Zangheri, vice: Adalberto Minucci, poi Luciano Violante & Gianfrancesco Borghini
- 18 giugno 1990 – 3 febbraio 1991: Giulio Quercini, vice: Anna Maria Pedrazzi Cipolla & Giorgio Macciotta

### Senato della Repubblica
- 8 maggio 1948 – 11 giugno 1958: Mauro Scoccimarro, vice: Ottavio Pastore & Giacomo Ferrari, poi Celeste Negarville
- 12 giugno 1958 – 14 febbraio 1973: Umberto Terracini, vice: Pietro Secchia & Velio Spano, poi Edoardo Perna & Paolo Bufalini
- 15 febbraio 1973 – 11 luglio 1983: Edoardo Perna, vice: Napoleone Colajanni & Dario Valori, poi Giglia Tedesco & Gaetano Di Marino
- 19 luglio 1983 – 24 aprile 1986: Gerardo Chiaromonte, vice: Piero Pieralli
- 24 aprile 1986 – 3 febbraio 1991: Ugo Pecchioli, vice: Antonio Silvano Andriani, poi Roberto Maffioletti & Lucio Libertini

## Congressi
- I Congresso - Livorno, 21 gennaio 1921 - chiusura del XVII Congresso del Partito Socialista Italiano
- II Congresso - Roma, 20-24 marzo 1922
- III Congresso - Lione, 20-26 gennaio 1926 - in esilio
- IV Congresso - Colonia, 14-21 aprile 1931 - in esilio
- V Congresso - Roma, 29 dicembre 1945 - 6 gennaio 1946 - Avanti nella lotta di tutto il popolo per una Italia libera e indipendente per la Costituente per la Repubblica
- VI Congresso - Milano, 4-10 gennaio 1948 - Contro i provocatori di guerre per la libertà e l'indipendenza contro la miseria del popolo per il rinnovamento d'Italia
- VII Congresso - Roma, 3-8 aprile 1951 - 30 anni di lotte per la pace, il lavoro, la libertà
- VIII Congresso - Roma, 8-14 dicembre 1956 - Per una via italiana al socialismo
- IX Congresso - Roma, 30 gennaio - 4 febbraio 1960 - Per il rinnovamento democratico della società italiana per avanzare verso il socialismo
- X Congresso - Roma, 2-8 dicembre 1962 - Unità delle classi lavoratrici per avanzare verso il socialismo nella democrazia e nella pace
- XI Congresso - Roma, 25-31 gennaio 1966 - Per avanzare sulla via italiana al socialismo una nuova maggioranza democratica unità delle forze operaie e socialiste
- XII Congresso - Bologna, 8-15 febbraio 1969 - Costruire nell'unità e con la lotta un'alternativa politica per uscire dalla crisi che travaglia l'Italia
- XIII Congresso - Milano, 13-17 marzo 1972 - Unità operaia e popolare per un governo di svolta democratica per rinnovare l'Italia sulla via del socialismo
- XIV Congresso - Roma, 18-23 marzo 1975 - Intesa e lotta di tutte le forze democratiche e popolari per la salvezza e la rinascita dell'Italia
- XV Congresso - Roma, 30 marzo-3 aprile 1979 - Avanzare verso il socialismo in Italia e in Europa. Nella pace e nella democrazia. Unità delle forze operaie, popolari e democratiche
- XVI Congresso - Milano, 2-6 marzo 1983 - Un'alternativa democratica per rinnovare l'Italia
- XVII Congresso - Firenze, 9-13 aprile 1986 - Un moderno partito riformatore. Un programma, una alternativa per l'Italia e per l'Europa
- XVIII Congresso - Roma, 18-22 marzo 1989 - Il nuovo PCI in Italia e in Europa. È il tempo dell'alternativa
- XIX Congresso - Bologna, 7-11 marzo 1990 - Una nuova fase per la sinistra
- XX Congresso - Rimini, 31 gennaio-3 febbraio 1991

## Conferenze Nazionali
- I Conferenza Nazionale – Como, maggio 1924
- II Conferenza Nazionale – Basilea, 22–26 gennaio 1928
  - Conferenza straordinaria – Parigi, 11–13 agosto 1939
- III Conferenza Nazionale – Firenze, 6–10 gennaio 1947
- IV Conferenza Nazionale – Roma, 9–14 gennaio 1955
- V Conferenza Nazionale – Napoli, 12–15 marzo 1964

## Consigli Nazionali
- I Consiglio Nazionale – Napoli, 30 marzo–1º aprile 1944
- II Consiglio Nazionale – Roma, 7–10 aprile 1945
- III Consiglio Nazionale – Roma, 15–17 aprile 1953 – Per un governo di pace e di riforme sociali per un'Italia democratica e indipendente
- IV Consiglio Nazionale – Roma, 3–5 aprile 1956
- V Consiglio Nazionale – Roma, 9–10 aprile 1958
- VI Consiglio Nazionale – Roma, 24 settembre 1960

## Feste nazionali
- 1945: Mariano Comense
- 1946: Tradate
- 1947: Monza
- 1948: Monza e Roma
- 1949: Monza
- 1950: Genova
- 1951: Bologna
- 1952: Torino
- 1953: Milano
- 1954: Roma
- 1955: Genova
- 1956: Roma
- 1957: Modena
- 1958: Milano
- 1959: Ancona
- 1960: Ferrara
- 1961: Siena
- 1962: Milano
- 1963: Firenze
- 1964: Bologna
- 1965: Genova
- 1966: Modena
- 1967: Milano
- 1968: Bologna
- 1969: Livorno
- 1970: Firenze
- 1971: Torino
- 1972: Roma
- 1973: Venezia
- 1974: Bologna
- 1975: Firenze
- 1976: Napoli
- 1977: Modena e Marsala
- 1978: Genova
- 1979: Reggio Emilia
- 1980: Bologna
- 1981: Torino
- 1982: Pisa, a Tirrenia
- 1983: Reggio Emilia
- 1984: Roma
- 1985: Ferrara
- 1986: Milano
- 1987: Bologna, al Parco Nord
- 1988: Firenze, a Campi Bisenzio
- 1989: Genova
- 1990: Modena

## Iscritti

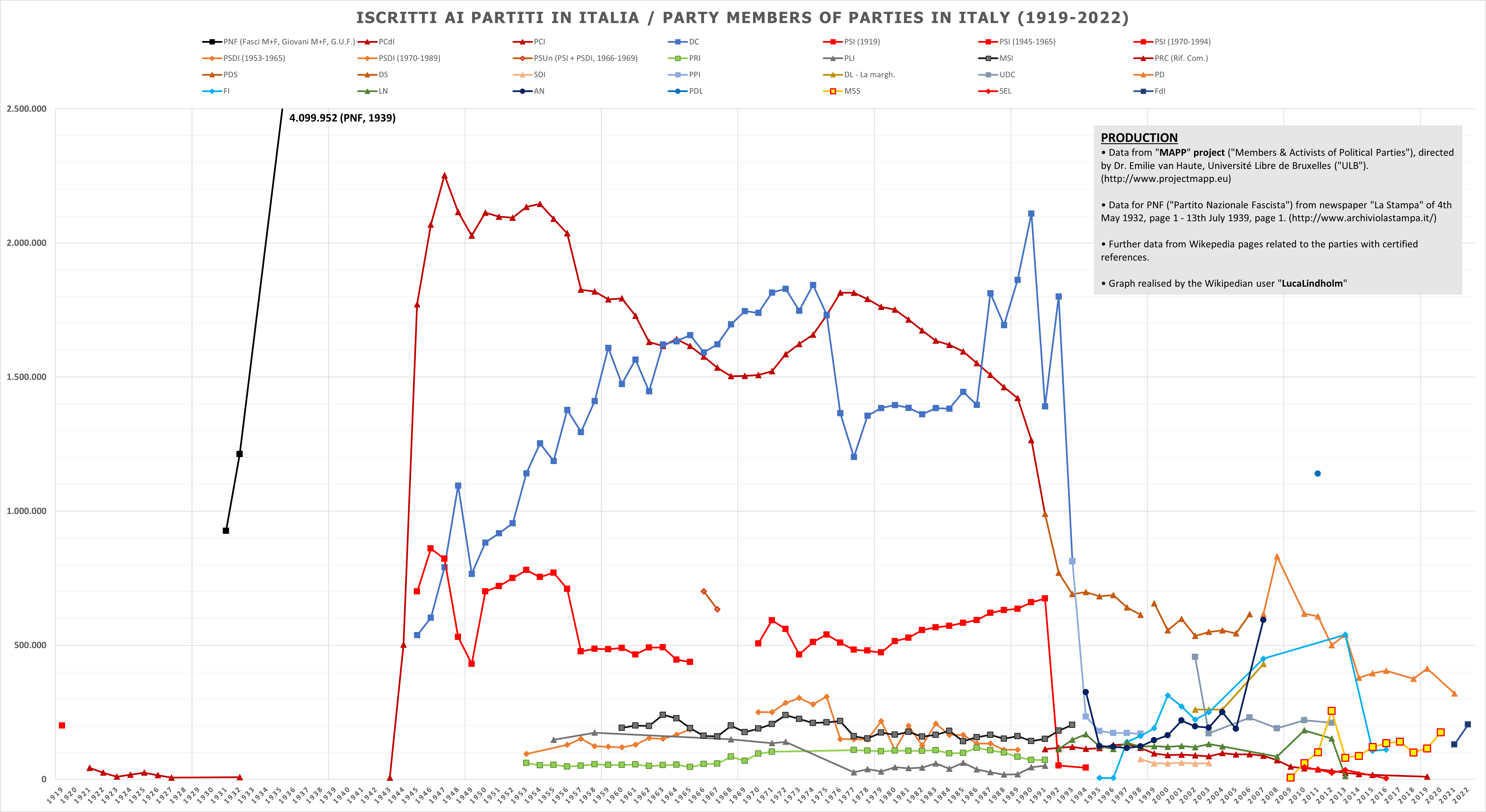
Grafico dell'andamento del numero di iscritti al PCI (1944 - 1990).

- 1921 – 42.790
- 1922 – 24 790
- 1923 – 9 618
- 1924 – 17 373
- 1925 – 24 837
- 1926 – 15 285
- 1927 – 6 329 (presunti)
- 1932 – 7 577 (presunti)
- 1943 – 6 000 (presunti)
- 1944 – 501 960
- 1945 – 1 770 896
- 1946 – 2 068 272
- 1947 – 2 252 446
- 1948 – 2 115 232
- 1949 – 2 027 271
- 1950 – 2 112 593
- 1951 – 2 097 830
- 1952 – 2 093 540
- 1953 – 2 134 285
- 1954 – 2 145 317
- 1955 – 2 090 006
- 1956 – 2 035 353
- 1957 – 1 825 342
- 1958 – 1 818 606
- 1959 – 1 789 269
- 1960 – 1 792 974
- 1961 – 1 728 620
- 1962 – 1 630 550
- 1963 – 1 615 571
- 1964 – 1 641 214
- 1965 – 1 615 296
- 1966 – 1 575 935
- 1967 – 1 534 705
- 1968 – 1 502 862
- 1969 – 1 503 816
- 1970 – 1 507 047
- 1971 – 1 521 642
- 1972 – 1 584 659
- 1973 – 1 623 082
- 1974 – 1 657 825
- 1975 – 1 730 453
- 1976 – 1 814 262
- 1977 – 1 814 154
- 1978 – 1 790 450
- 1979 – 1 761 297
- 1980 – 1 751 323
- 1981 – 1 714 052
- 1982 – 1 673 751
- 1983 – 1 635 264
- 1984 – 1 619 940
- 1985 – 1 595 281
- 1986 – 1 551 576
- 1987 – 1 508 140
- 1988 – 1 462 281
- 1989 – 1 421 230
- 1990 – 1 264 790
- 1991 - dati non disponibili

## Nelle istituzioni

### Governi

#### Regno d'Italia
- Governo Badoglio II
- Governo Bonomi II
- Governo Bonomi III
- Governo Parri
- Governo De Gasperi I

#### Repubblica Italiana
- Governo De Gasperi II
- Governo De Gasperi III
- Governo Andreotti III
- Governo Andreotti IV

### Presidenti della Camera
- Pietro Ingrao (VII legislatura)
- Nilde Iotti (VIII legislatura, IX legislatura, X legislatura)

### Collocazione parlamentare

#### Repubblica Italiana
- Maggioranza (1946–1947)
- Opposizione (1947–1976)
- Astensione e appoggio esterno (1976–1979)
- Opposizione (1979–1991)

## Risultati elettorali
Il PCI fu un caso straordinario nella politica europea in quanto dagli anni cinquanta fino alla fine degli anni ottanta ha ottenuto una percentuale di voti tale da configurarlo come il più grande partito comunista d'Europa ed eternamente seconda forza politica italiana, ruolo che in Europa spetta di solito ai partiti socialisti. Il suo massimo storico si ebbe nel 1976 (34,4%). Nel 1984 sull'onda emotiva per la morte di Berlinguer operò il primo e unico storico sorpasso sulla DC alle elezioni europee, diventando il primo partito italiano con il 33,33% contro il 32,97% della DC. In diverse occasioni e in particolare nel periodo della collaborazione a sinistra tra PCI e PSI (1975–1985) varie importanti città, specie quelle a vocazione industriale, furono amministrate da sindaci del PCI (Roma, Firenze, Ancona e Perugia, Genova, Torino e Napoli), oltre a Bologna che ebbe ininterrottamente sindaci comunisti dal 1946 al 1991.
| Elezione | Elezione     | Voti       | %     | Seggi     |
| --- | ------------ | ---------- | ----- | --------- |
| Politiche 1921 | Camera       | 304.719    | 4,61  | 15 / 535  |
| Politiche 1924 | Camera       | 268.191    | 3,74  | 19 / 535  |
| Politiche 1946 | Costituente  | 4.356.686  | 18,93 | 104 / 556 |
| Politiche 1948 a | Camera       | 8.136.637  | 30,98 | 130 / 574 |
| Politiche 1948 a | Senato       | 7.015.092  | 31,08 | 50 / 237  |
| Politiche 1953 | Camera       | 6.121.922  | 22,60 | 143 / 596 |
| Politiche 1953 | Senato       | 4.912.093  | 20,21 | 51 / 237  |
| Politiche 1958 | Camera       | 6.704.706  | 22,68 | 140 / 596 |
| Politiche 1958 | Senato       | 5.701.019  | 21,80 | 60 / 246  |
| Politiche 1963 | Camera       | 7.767.601  | 25,26 | 166 / 630 |
| Politiche 1963 | Senato       | 6.461.616  | 23,52 | 84 / 315  |
| Politiche 1968 | Camera       | 8.551.347  | 26,90 | 177 / 630 |
| Politiche 1968 | Senato b     | 8.577.473  | 30,00 | 101 / 315 |
| Politiche 1972 | Camera       | 9.072.454  | 27,15 | 179 / 630 |
| Politiche 1972 | Senato c     | 8.475.141  | 28,14 | 94 / 315  |
| Politiche 1976 | Camera       | 12.616.650 | 34,37 | 228 / 630 |
| Politiche 1976 | Senato       | 10.637.772 | 33,83 | 116 / 315 |
| Politiche 1979 | Camera       | 11.139.231 | 30,38 | 201 / 630 |
| Politiche 1979 | Senato       | 9.859.044  | 31,45 | 109 / 315 |
| Europee 1979 | Europee 1979 | 10.361.344 | 29,57 | 24 / 81   |
| Politiche 1983 | Camera       | 11.032.318 | 29,89 | 198 / 630 |
| Politiche 1983 | Senato       | 9.577.071  | 30,81 | 107 / 315 |
| Europee 1984 | Europee 1984 | 11.714.428 | 33,33 | 27 / 81   |
| Politiche 1987 | Camera       | 10.254.591 | 26,57 | 177 / 630 |
| Politiche 1987 | Senato       | 9.181.579  | 28,33 | 101 / 315 |
| Europee 1989 | Europee 1989 | 9.598.369  | 27,58 | 22 / 87   |
| a Nel Fronte Democratico Popolare: seggi totali →183 alla Camera e 72 al Senato b In lista comune col PSIUP (seggi PCI: 77). c In lista comune col PSIUP e, in Sardegna, con PSIUP e PS d'Az. (seggi PCI: 74). |              |            |       |           |

## Giornali e riviste
- Critica marxista
- Il Lavoratore
- L'Ora
- L'Ordine Nuovo
- Lotta Oggi
- L'Unità
- Rinascita
- Società
- Vie nuove

## Simboli

Simbolo elettorale del PCdI dal 1921 al 1926
Simbolo del PCI dal 1945 al 1951
Simbolo del PCI dal 1951 al 1991

## Gestione economica
Nel 1986 il bilancio pubblicato sulla Gazzetta Ufficiale riporta che "le entrate ammontano a L. 102.251.766.777", (oltre cento miliardi) nonostante il quale l'anno si chiudeva in perdita, "con un disavanzo di L. 1.757.102.866".
Allo scioglimento del PCI, risultavano intestati al partito 2.399 immobili, in seguito ceduti ad una serie di Fondazioni.

## Galleria d'immagini

Comizio a Porta Venezia a Milano di Pietro Ingrao (26 luglio 1943)
Corteo contro l'inflazione a Piazza del Popolo a Roma (settembre 1947)
Enrico Berlinguer parla a un comizio a Borgo San Lorenzo (FI) nel 1947
Manifestazione a favore dell'Unione Sovietica di alcuni militanti (novembre 1948)
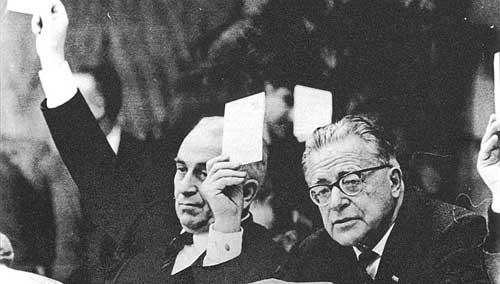
Luigi Longo e Palmiro Togliatti votano durante l'VIII Congresso (dicembre 1956)
La sezione San Giovanni di Roma ospita alcuni delegati cinesi per il X Congresso di partito nel 1962
Alcuni militanti all'interno della sezione San Giovanni a Roma nel 1962
Funerali di Palmiro Togliatti a Piazza San Giovanni a Roma, il 25 agosto 1964
Una sezione espone i risultati delle elezioni politiche del 1968
Grande ritratto di Ho Chi Minh portato in corteo dai militanti durante una manifestazione dell'autunno caldo a Milano nel 1969
Berlinguer al XIII congresso del partito a Milano (1972)
Enrico Berlinguer e Pietro Ingrao al XIII congresso del partito a Milano (1972)
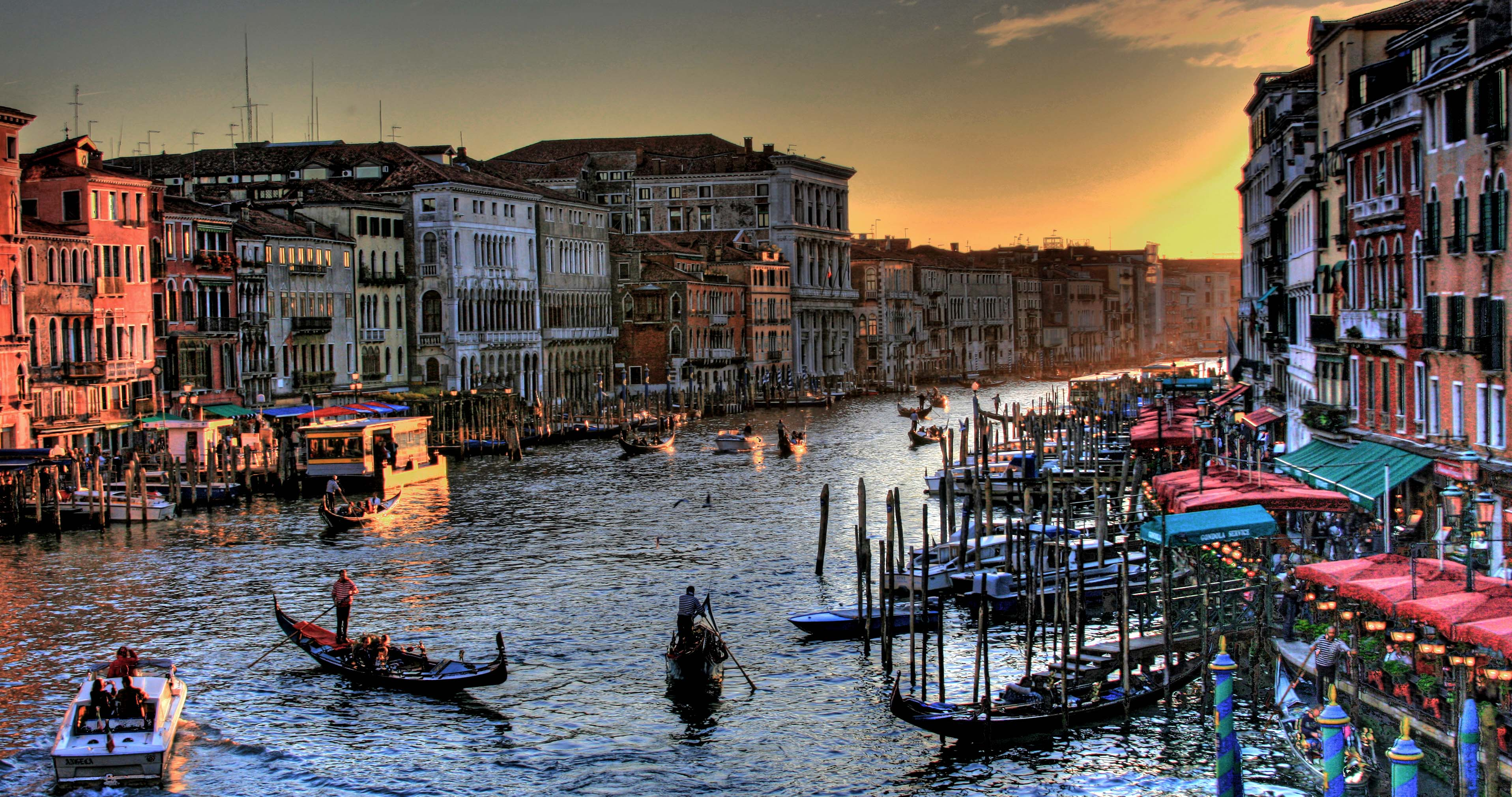
Alcuni militanti sfilano sul Canal Grande a Venezia (1973)
Militanti alla Festa de l'Unità di Bologna (1974)
Giorgio Napolitano parla alla Festa de l'Unità di Milano (1975)
La Festa de l'Unità di Genova del 1978
Militanti alla Festa de l'Unità di Genova del 1978
Manifestazione della FGCI a Roma nel 1980
Un uomo con in mano l'Unità ai funerali di Enrico Berlinguer (1984)
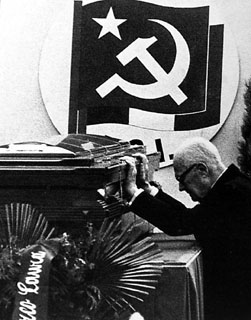
Sandro Pertini presso il feretro di Enrico Berlinguer (1984)

### Libri
- Maria Luisa Righi, Il PCI e lo stalinismo, Roma, Editori Riuniti, 2007, ISBN 978-88-359-5974-8.
- Mauro Boarelli, La fabbrica del passato. Autobiografie di militanti comunisti, 1945-1956, Milano, Feltrinelli, 2007.
- Aldo Agosti, Storia del Partito comunista italiano 1921-1991, Roma-Bari, Laterza, 1999. ISBN 88-420-5965-X.
- Eva Paola Amendola, Storia fotografica del partito comunista italiano. 2 vol. Roma, Editori riuniti, 1986.
- Giorgio Amendola, Storia del Partito Comunista Italiano 1921-1943, Roma, Editori Riuniti, 1978.
- Luciano Barca, Cronache dall'interno del vertice del PCI. 3 vol. Soveria Mannelli, Rubbettino editore, 2005. ISBN 88-498-1257-4.
- Paolo Buchignani, Fascisti Rossi. Da Salò al PCI, la storia sconosciuta di una migrazione politica. 1943 -1945. Milano, Mondadori "Le scie", 1998, pp. 316.
- Enrico Berlinguer, Luigi Bettazzi, Giuseppe Vacca, Domenico Rosati e Claudio Sardo, L'anima della sinistra, Roma, EIR, 2014, ISBN 978-88-6933-009-4.
- Maurizio Caprara, Lavoro riservato: i cassetti segreti del PCI, Milano, Feltrinelli, 1997, ISBN 88-07-17020-5.
- Alberto Cecchi (a cura di), Storia del P.C.I. attraverso i congressi - dal dopoguerra a oggi, Roma, Newton Compton editori, 1977.
- Marcello Flores, Nicola Gallerano, Sul PCI. Un'interpretazione storica, Il Mulino, 1992.
- Giovanni Fasanella e Claudio Sestieri, con Giovanni Pellegrino, Segreto di Stato - La verità da Gladio al caso Moro, Einaudi, collana Gli Struzzi, 2000,  pp. 250, ISBN 978-88-06-15625-1.
- Giorgio Galli, Storia del PCI: Livorno 1921, Rimini 1991, Milano, Kaos edizioni, 1993. ISBN 88-7953-030-5.
- Alexander Höbel, Il Pci di Luigi Longo (1964-1969), Napoli, Edizioni scientifiche italiane, 2010. ISBN 978-88-495-2037-8.
- Alexander Höbel (a cura di), Il Pci e il 1956. Testi e documenti, Napoli, La Città del Sole, 2006.
- Piero Ignazi, Dal PCI al PDS, Bologna, il Mulino, 1992. ISBN 88-15-03413-7.
- Lucio Magri, Il sarto di Ulm. Una possibile storia del PCI, Milano, Il Saggiatore, 2009.
- Giuseppe Carlo Marino, Autoritratto del PCI staliniano 1946-1953, Roma, Editori Riuniti, 1991. ISBN 88-359-3434-6.
- Renzo Martinelli, Storia del Partito Comunista Italiano. 6: Il "partito nuovo" dalla Liberazione al 18 aprile, Torino, Einaudi, 1995. ISBN 88-06-13877-4.
- Renzo Martinelli, Giovanni Gozzini, Storia del Partito Comunista Italiano. 7: Dall'attentato a Togliatti all'VIII congresso, Torino, Einaudi, 1998. ISBN 88-06-14905-9.
- Paolo Spriano, Storia del Partito Comunista Italiano, 5 voll., Torino, Einaudi, 1967-1975.
- Luciano Canfora, Armando Cossutta, Massimo D'Alema, Valentino Parlato, Il Partito Comunista Italiano. Settant'anni di storia d'Italia, (numero monografico de Il Calendario del Popolo), Milano, Nicola Teti Editore, 1996.
- Umberto Terracini, Come nacque la Costituzione, Roma, Editori Riuniti, 1997. ISBN 88-359-4258-6.
- Salvatore Coppola, Il gruppo dirigente del PCI salentino dal 1943 al 1963, Leverano, Liberars, 2001.
- Albertina Vittoria, Storia del PCI 1921-1991, Roma, Carocci, 2006. ISBN 88-430-3894-X.
- Luciano Canfora, La metamorfosi, Collana: «I Robinson. Letture», Roma-Bari, Editori Laterza, 2021, ISBN 978-88-581-4307-0.

### Saggi e articoli
- Luciano Pellicani, Mondolfo e Gramsci di fronte alla Rivoluzione bolscevica, in "Mondoperaio", n. 2, 2001, pp. 105–110.
- Alexander Höbel, Il Pci nella crisi del movimento comunista internazionale tra Pcus e Pcc (1960-1964) (abstract), in Studi Storici, n. 2, Fondazione Istituto Gramsci, aprile – giugno 2005,  pp. 515-572, JSTOR 20567306.
- Luca G. Manenti, La rossa utopia. Luigi Frausin, Natale Kolarič e il comunismo internazionale (1918-1937), in "Qualestoria", a. 47, n. 1, 2019, pp. 9–50.